# Völkerschau

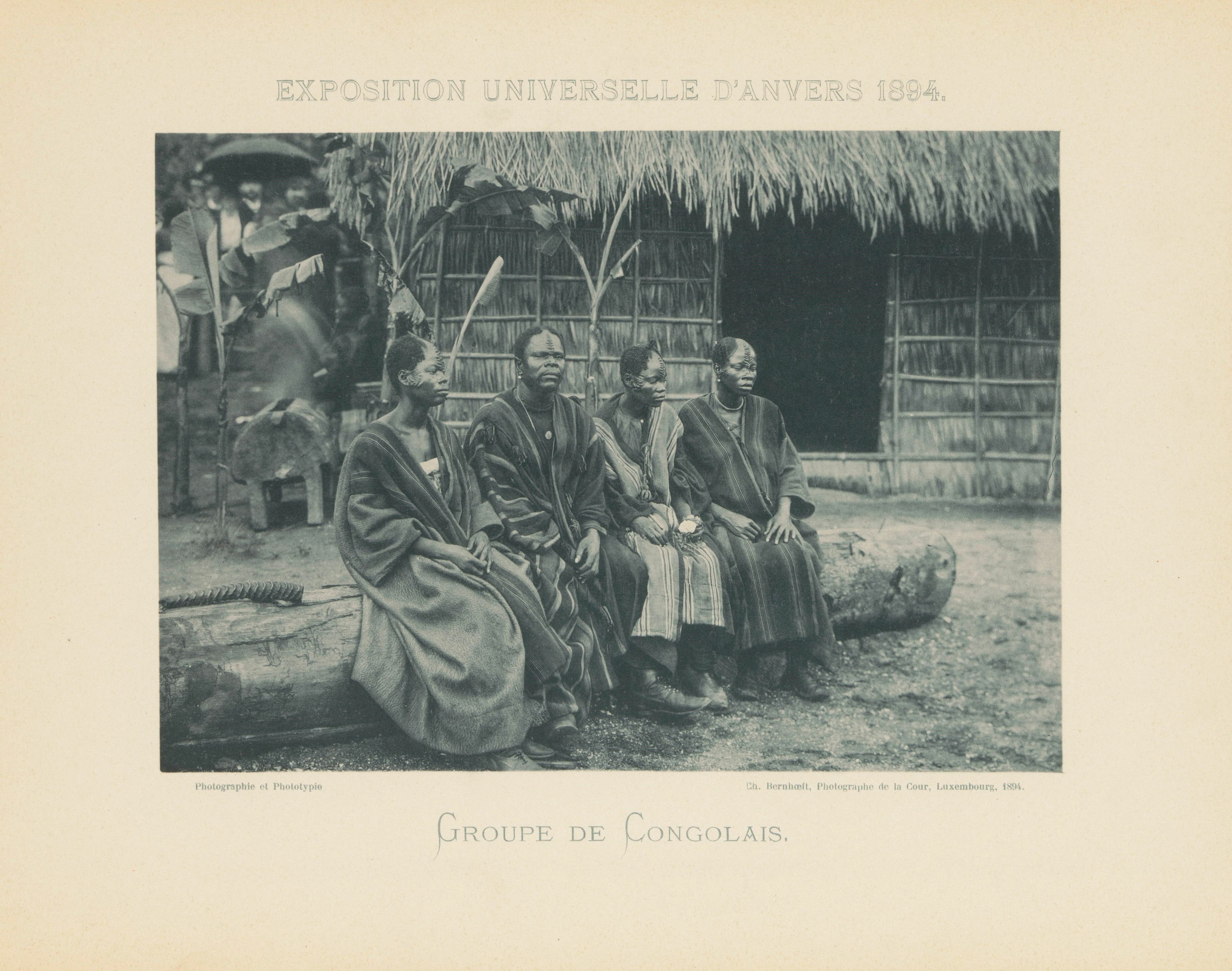
Auf der Weltausstellung 1894 in Antwerpen wurden 114 Personen aus dem Kongo zur Schau gestellt. Im Hintergrund sind einige Zuschauer zu erkennen. Auflagenstark veröffentlichte Fotografien und Postkarten der Völkerschauen zeigten vielfach die „Fremden“ in ihrer vorgeblich „natürlichen Umgebung“ in hierarchisch-rassistischer Abgrenzung zu den „zivilisierten“ Zuschauern. (Foto von 1894)

Völkerschau (im internationalen Sprachgebrauch heute geläufig als Menschenzoo, englisch human zoo, französisch zoo humain) ist ein Sammelbegriff für verschiedene Formen der kommerziellen Zurschaustellung indigener, als „Wilde“ oder „exotisch“ stigmatisierter Menschen in Zoos und Vergnügungsparks oder auf Welt- und Kolonialausstellungen in Europa, den USA und Japan von 1875 bis in die 1930er Jahre. Vereinzelte Schauen fanden auch noch nach dem Zweiten Weltkrieg statt.
Den Völkerschauen gingen verschiedene, weit in die Vergangenheit zurückreichende Formen der Zurschaustellung „fremdartig“ wahrgenommener Menschen voraus. Sie entwickelten sich im Laufe des 19. Jahrhunderts auf Jahrmärkten und in Freak Shows zu einer zunehmend erfolgreichen Gattung der Schaustellerei. Völkerschauen grenzen sich von diesen früheren Formaten durch weit größere und um mehr Authentizität bemühte Inszenierungen ab, beispielsweise der Nachbildung ganzer „Eingeborenendörfer“ oder aufwändiger Aufführungen von Tänzen oder Schaukämpfen in künstlichen Kulissen. Sie erwiesen sich für die Veranstalter, die sogenannten Impresarios, als lukratives Unterhaltungsgeschäft. Seit der zweiten Hälfte der 1870er Jahre verbreiteten sich die Völkerschauen ausgehend von Hamburg in nur wenigen Jahren über viele Staaten Europas (neben dem Deutschen Reich unter anderem in Frankreich, Belgien, Großbritannien, Österreich, der Schweiz, Italien und Spanien) bis in die USA, Japan und Australien. Die Schauen wurden meist als Tourneen geplant, die in unterschiedlichen Staaten, Metropolen und auch in vielen Kleinstädten Station machten. Seit den 1880er Jahren wurden sie zunehmend auch in Welt- und Kolonialausstellungen integriert.
Völkerschauen waren aufgrund des enormen Besucherandrangs bis in die 1930er Jahre ein verbreitetes Massenphänomen. Nach Schätzungen wurden in der etwa sechs Jahrzehnte dauernden Hochphase der Völkerschauen weltweit bis zu 25.000 Menschen „ausgestellt“, und die Schauen lockten viele Millionen zahlende Besucher an. Die Völkerschauen gelten in der Forschung als maßgeblich wirksam bei der Verbreitung eines rassistisch begründeten Chauvinismus in den Gesellschaften der Kolonialmächte.
Eine breite kritische wissenschaftliche Auseinandersetzung mit den seit der Mitte des 20. Jahrhunderts nur noch wenig rezipierten und erinnerten Völkerschauen setzte ab dem Jahr 2000 ein. In der Wissenschaft gelten sie als interdisziplinäres Forschungsfeld der Kolonial- und Gesellschaftsgeschichte, der Kultursoziologie und Anthropologie sowie des Postkolonialismus.

## Begriff
Völkerschau ist im deutschsprachigen Raum heute der meist verwendete Begriff für die zeitgenössisch ganz unterschiedlich betitelten derartigen Veranstaltungen. Im Zusammenhang der Zurschaustellung von Menschen wurde er explizit erstmals bei „Marquardt’s afrikanischer Völkerschau“ verwendet, die 1904 durch mehrere Städte im Deutschen Reich tourte. Zeitgenössisch wurden die seit den 1870er Jahren verbreiteten Schauen oft als „Menschenausstellungen“ oder „Menschenvorstellungen“ bezeichnet. Carl Hagenbeck, der ab 1875 die ersten Völkerschauen veranstaltete, nannte sie auch „Ethnologisch-zoologische Ausstellungen“ oder „Völkerausstellungen“. Die Impresarios gaben jeder der Schauen einen eigenen Titel, mit dem sie in Zeitungen und auf Plakaten beworben wurden. Die Bezeichnungen der Herkunft der zur Schau gestellten Menschen (beispielsweise „Samen“ oder „Nubier“; siehe hierzu den Abschnitt Herkunft und Stereotype) wurden dabei oft mit Begriffen wie „Karawane“, „Truppe“, „Gruppe“ oder „Ausstellung“ kombiniert. Zudem finden sich in den Titeln der Völkerschauen häufig kolonialistische und rassistische Begriffe wie „Wilde“, oder „Kannibalen“. Es kann nicht jede Zurschaustellung indigener Menschen als Völkerschau bezeichnet werden, beispielsweise zählen Shows in Panoptiken, Varietés und Zirkussen oder Zurschaustellungen in Jahrmarktbuden nicht zum Genre der Völkerschauen (s. Abschnitt Typologie und Entwicklungen).
In der Ethnologie und Geschichtswissenschaft fand der Begriff der Völkerschau erstmals in den 1950er Jahren Verwendung, um einen Unterschied der Hagenbeckschen Schauen zu anderen, früheren Formen der Schaustellung indigener Menschen deutlich zu machen. Heute ist dieser Begriff im deutschsprachigen Raum weitgehend etabliert. Im internationalen Sprachgebrauch ist der Begriff Menschenzoo seit der Veröffentlichung des 2001 in Frankreich erschienenen Sammelbandes Zoos Humains. Au temps des exhibitions humaines (deutscher Titel: Menschenzoos. Schaufenster der Unmenschlichkeit, 2012 erschienen) verbreitet.

## Forschungsstand
Die Geschichtswissenschaft beschäftigte sich seit Ende der 1980er Jahre vermehrt mit den Völkerschauen. Die erste Monographie über die Hagenbeckschen Völkerschauen veröffentlichte Hilke Thode-Arora 1989. Durch den im Jahr 2000 in der Zeitschrift Le Monde diplomatique veröffentlichten Artikel Menschenzoos als Instrument der Kolonialpropaganda. Ein sozialdarwinistisches Disneyland des französischen Forscherteams Nicolas Bancel, Pascal Blanchard und Sandrine Lemaire erhielt das Thema Menschenzoos große Aufmerksamkeit. Ein Jahr später erschien von denselben Autoren der umfangreiche Sammelband Zoos Humains. Au temps des exhibitions humaines. Wichtige Studien zu den Völkerschauen im Deutschen Reich sind die 2005 erschienenen Dissertationen von Anne Dreesbach und Stefanie Wolter. Völkerschauen erfuhren auch im Zuge der postkolonialen Forschungen verstärkte Aufmerksamkeit mit Blick auf das im Kolonialismus begangene Unrecht, auf die Verflechtungsgeschichte der kolonisierten Gesellschaften und die der Kolonialmächte sowie die Spuren des kolonialen Erbes. Dabei stehen sich laut Stefanie Wolter in der Forschung zwei Positionen „unversöhnlich“ gegenüber: Die eine Seite prangere den Rassismus der Völkerschauen vehement an, während die andere sie eher als Ausdruck ihrer Zeit verstehen möchte.
Eine systematische Darstellung aller Völkerschauen, der Zahl der jeweils zur Schau gestellten Menschen oder der Besucherzahlen in nationalen Kontexten oder als Forschungsfeld der Globalgeschichte steht noch aus. Den bisher umfassendsten Überblick über Zahl und Umfang der Völkerschauen gibt eine von Rea Brändle recherchierte und 2023 posthum veröffentlichte Liste von genau 2.800 Stationen von Menschenausstellungen (darunter sowohl große Völkerschauen als auch kleinere Zurschaustellungen indigener Menschen) in 327 Städten und Ortschaften Europas (mit einem Schwerpunkt auf den deutschsprachigen Raum) im 19. und 20. Jahrhundert. Die Liste erhebt aber nach eigenen Angaben keinen Anspruch auf Vollständigkeit. Eingehendere Forschungen beziehen sich auf punktuelle und exemplarische Studien (siehe hierzu den Absatz Völkerschauen nach Ländern und Städten).
Die Überlieferungen zu den Völkerschauen gelten als umfänglich, da sie im zeitgenössischen Kontext große Aufmerksamkeit erfuhren. Die Quellen spiegeln vielfach die kolonialistische und rassistische Perspektive der Kolonialgesellschaften auf die zur Schau gestellten Menschen wider. Selbstzeugnisse von zur Schau gestellten Menschen sind hingegen selten. Wichtige materielle Überlieferungen sind insbesondere die zahlreichen Fotografien der Völkerschauen, die seinerzeit als Postkarten große Verbreitung fanden. In solchen Fotografien als Ausdruck „kolonialrassistischer Herrschaftspraxis […] materialisierten sich Gegensätze wie ‚schwarz‘ und ‚weiß‘ oder ‚zivilisiert‘ und ‚wild‘“ und sie „stigmatisieren die zur Schau gestellten Personen als Angehörige unterlegener Völker und ‚Rassen‘“.

## Vorgeschichte

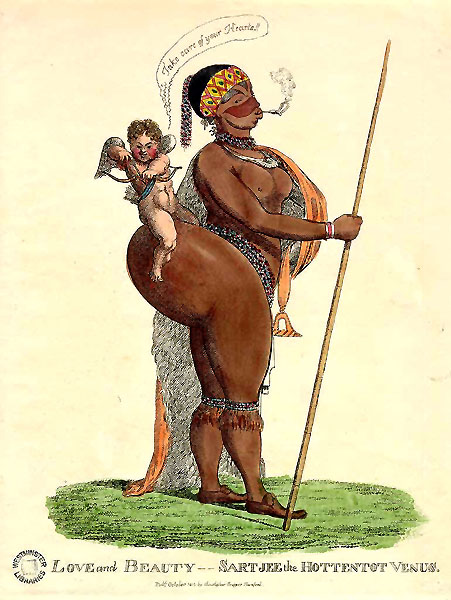
Sarah Baartman, beworben als Hottentottische Venus, war eine Khoikhoi, die aufgrund ihrer anatomischen Besonderheit eines Fettsteißes von 1810 bis 1815 auf Jahrmärkten in England und Frankreich „ausgestellt“ wurde. (Karikatur von 1810)

Zurschaustellungen vermeintlich „fremder“ oder „exotischer“ Menschen reichen bis in die Frühgeschichte zurück. „Bereits im alten Ägypten stellte man schwarze Zwerge aus dem Gebiet des Sudan aus, ganz so, wie man während des Römischen Reichs besiegte ‚Barbaren‘ und ‚Wilde‘ im Triumphzug durch die Straßen der Hauptstadt führte.“ Mit Beginn des neuzeitlichen Kolonialismus nahmen solche Zurschaustellungen in Europa stark zu. Schon Christoph Kolumbus und Amerigo Vespucci brachten gewaltsam entführte Menschen als „Trophäen“ von ihren Entdeckungsreisen mit. Besonders im 17. Jahrhundert wurden vom Hochadel und an verschiedenen europäischen Fürstenhöfen „exotische“ Dienstboten eingestellt, die einen gehobenen Lebensstil ihrer Dienstherren zum Ausdruck bringen sollten.
Im 19. Jahrhundert entwickelte sich die Ausstellung von Menschen als Jahrmarktsattraktionen zu einem lukrativen Unterhaltungsgeschäft. Als wichtiger Schritt dieser Entwicklung gilt die Zurschaustellung von Sarah Baartman, die als „Hottentottische Venus“ beworben und zwischen 1810 und 1815 auf zahlreichen Jahrmärkten und in Zirkussen in verschiedenen Städten Großbritanniens und Frankreichs vorgeführt wurde. Erstmals erwies sich hier die von großem medialen Interesse verfolgte Zurschaustellung eines Menschen als einträgliches Geschäftsmodell. In den 1840er Jahren professionalisierte Phineas Taylor Barnum die Zurschaustellung von Menschen im 1841 gegründeten American Museum in Manhattan. Mit den sogenannten Freak Shows, auf denen sowohl Menschen mit körperlichen Anomalien als auch als „exotisch“ beworbene Menschen auf Jahrmärkten oder in Varietés ausgestellt wurden, legte er den Grundstein für das kommerziell erfolgreiche Unterhaltungsformat der späteren Völkerschauen. In Europa wurden Mitte des 19. Jahrhunderts ähnliche Shows vor allem in London gezeigt. Solche Zurschaustellungen „wilder Männer“ standen jedoch in keinem guten Ruf, weil sie beim Publikum oft den Eindruck erweckten, es handele sich um „gefälschte Wilde“, die in Kostüme gesteckt und mit nicht authentischen Accessoires ausgestattet wurden.

## Völkerschauen 1875–1940

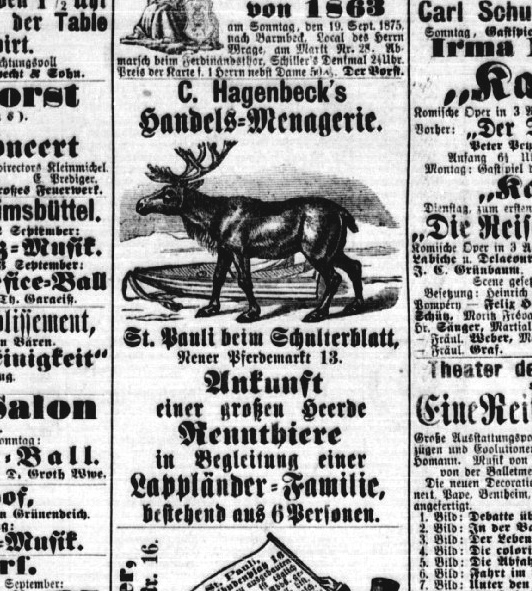
Zeitungsannonce: Ankunft einer großen Heerde Rennthiere in Begleitung einer Lappländer-Familie, Die Reform, 12. September 1875

Die über sechs Jahrzehnte dauernde Hochphase der Völkerschauen begann am 12. September 1875 (und nicht, wie häufig zu lesen, bereits im Jahr 1874), als Carl Hagenbeck in seinem Hamburger Tierpark eine Familie von sechs nordeuropäischen Samen („Lappländer“) zusammen mit einer Herde von 31 Rentieren ausstellte. Vom enormen Besucherandrang dieser ersten Völkerschau überrascht verlagerte der Tierhändler Hagenbeck sein Geschäft von da an vornehmlich auf die Anwerbung von Menschen aus verschiedenen Teilen der kolonisierten Welt. Innerhalb nur weniger Jahre kopierten europa- und weltweit zahlreiche Impresarios dieses neue und lukrative Format der Schaustellerei. Die Menschenzoos wurden zu „Massenveranstaltungen“ und gelten als weltweites und „flächendeckendes Massenphänomen“ auch mit einer hohen Wirksamkeit bezüglich der Wahrnehmung der ausgestellten „Fremden“ und der Ausprägung rassistischer Denkmuster. Durch die Völkerschauen wurden „rassistische Stereotype bei einem Großteil der Bevölkerung erstmals verankert oder vertieft“. Die Schauen dienten so der „Idee weißer Überlegenheit“ und „als ein Mittel zur Rechtfertigung von Eroberung, Ausbeutung und in manchem Fall auch von Auslöschung“, wenn etwa – wie 1884 bei der Völkerschau der „Aborigines“ – offen damit geworben wurde, es handele sich um die „letzten Exemplare dieser Rasse […], denn ihre Stämme sollen in raschem Aussterben begriffen sein“.
Einzelne Völkerschau-Tourneen zählten über eine Million, und einzelne Weltausstellungen, auf denen auch Völkerschauen zu sehen waren, oft viele Millionen Besucher. Angaben oder belastbare Schätzungen über die Gesamtzahl der Besucher aller Völkerschauen liegen nicht vor. Von den 1880er Jahren bis zum Ersten Weltkrieg war das Angebot an Völkerschauen allerdings so groß, dass nicht mehr jede Schau ein Erfolg wurde. Während des Ersten Weltkriegs kamen die Schauen zwischenzeitig zum Erliegen. In den 1920er Jahren fanden sie wieder statt, konnten aber nicht mehr an die Besuchererfolge der Vorkriegszeit anknüpfen. Der Beginn des Zweiten Weltkrieges markiert das Ende der Ära der Völkerschauen, auch wenn es in den Jahren nach 1945 noch zu vereinzelten Zurschaustellungen kam.

### Typologie und Entwicklungen
Die Völkerschauen ersetzten die bereits zuvor etablierten und weiterhin populären Zurschaustellungen „exotischer“ Menschen in den Freak Shows der Jahrmarktbuden, Zirkusse oder Varietés nicht. Diese meist „schäbige[n] Veranstaltungen mit zusammengewürfelten Grüppchen, die mit wenigen Requisiten auf der Bühne saßen und vor allem ihre Hautfarbe, ihre Nacktheit oder Missbildungen dem Publikum zu präsentieren hatten“, wurden bis in die 1930er Jahre weiter aufgeführt. Stefanie Wolter nennt vor allem zwei Kriterien, wie sich die seit Mitte der 1870er Jahre erfolgreichen Völkerschauen von solchen Formaten abgrenzten. Erstens bemühten sich die Impresarios der Völkerschauen, die zur Schau gestellten Menschen – wenn auch nur vermeintlich – authentisch in Szene zu setzen und sie nicht wie zuvor als „Jahrmarktssensation“ zu bewerben. Zweitens wurden durch die Völkerschauen auch gebildetere Bevölkerungsschichten angesprochen und den Schauen somit bürgerliche Anerkennung zuteil. Hagenbecks immer aufwändigere Inszenierungen indigener Menschen galten zeitgenössisch insofern als fortschrittlich, dass er „die ‚Wilden‘ aus den Jahrmarktsbuden in die wissenschaftlichen Institutionen ‚Zoologische Gärten‘“ holte. Außerdem verfolgte Hagenbeck das „Prinzip der Immersion“, also die Schaffung der Möglichkeit, dass die Besucher der Schauen in das Alltagsleben der ausgestellten Menschen „eintauchen“ sollten.

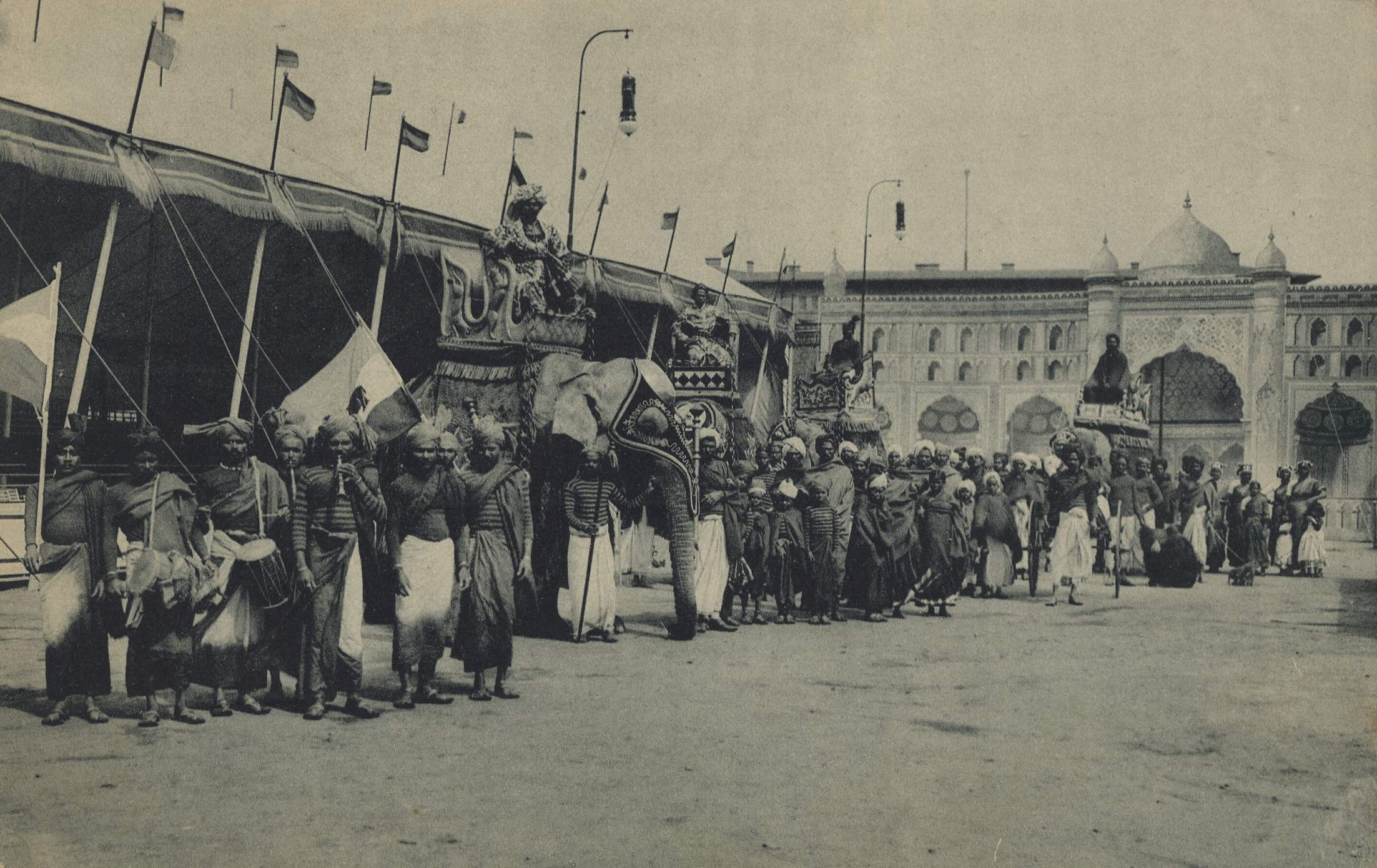
Neben „Eingeborenendörfern“ zeigten die Völkerschauen großangelegte Inszenierungen von Paraden, Tänzen oder Schaukämpfen wie bei Gustav Hagenbecks Indienschau in Hamburg 1900 (Postkarte, ohne Datum)

In den ersten Jahren nach 1875 folgten zunächst mehrere kleinere Völkerschauen, die neben Hamburg und Berlin auch in Paris, London, Zürich und weiteren europäischen Hauptstädten für große Aufmerksamkeit sorgten. Bei diesen Schauen wurden die Menschen noch eingehegt oder eingesperrt, also mit einem Zaun umgeben, um sie vom Publikum entfernt zu halten. Ab Mitte der 1880er Jahre entwickelten sich die Völkerschauen immer mehr zu großen Spektakeln mit bis zu mehreren Hundert zur Schau gestellten Menschen. Besonders erfolgreich wurde das Konzept des „Eingeborenendorfs“, in dem die Trennung der zur Schau gestellten Menschen von den Zuschauern durch Zäune und Barrieren aufgehoben wurde. Die Besucher sollten „durch das Dorf schlendern und am ‚tatsächlichen‘ Leben des Volkes teilnehmen“. Das Format „Eingeborenendorf“ stand dabei im Zusammenhang zu den zeitgleich populären „ethnischen Dörfern“, in denen das Landleben anderer Volksgruppen nachgestellt wurde – beispielsweise „Bretonische Dörfer, Alpendörfer, Flämische Dörfer, Sizilianische Dörfer und Japanische Dörfer, Irische Dörfer, Elsässische Dörfer und Schweizer Dörfer, Schottische Dörfer und Korsische Dörfer“. Seit den 1890er Jahren wurden die „Eingeborenendörfer“ zunehmend auch Bestandteile der Welt- und Kolonialausstellungen. Die Impresarios steigerten ihre Einnahmen zunehmend auch durch den Verkauf von in den Dörfern hergestellten Produkten wie Teppiche, Körbe und Masken. Die Schauen vermarkteten außerdem zunehmend Ereignisse wie Tod, Hochzeit oder Geburt der Ausgestellten, um den Besucherandrang weiter zu steigern. Das zweite erfolgreiche Konzept waren große szenische Inszenierungen von Tänzen, Musik, Gesängen, Paraden und Schaukämpfen. Das Programm der „Kameruner Truppe“ von Hagenbeck im Jahr 1886 beinhaltete für diesen Schautyp typische Programmpunkte: „Vorführung von lebhaften Tänzen, vom Trommelkonzert, von Gefechtsübungen, von Kanufahrten und von der Trommelsprache“.

### Ende der Völkerschauen
Das Ende der Völkerschauen in den verschiedenen Ländern, in denen sie gezeigt wurden, fällt zumeist in die 1930er Jahre. Nach dem Zweiten Weltkrieg wurde das Format insbesondere durch den Film immer weiter verdrängt, der in der Darstellung des „Fremden“ und „Exotischen“ in den 1950er und 1960er Jahren übrigens dieselben Klischees bediente wie zuvor die Völkerschauen. Der Tierpark Hagenbeck, der seit Anfang der 1930er Jahre keine Völkerschauen mehr zeigte, profitierte dabei vom Film, denn die Kulissen der Völkerschauen wurden jetzt als Filmset vermietet. Auch der aufkommende Ferntourismus der 1950er Jahre trug zum Ende der Schauen bei. Hinzu kam eine veränderte Haltung der europäischen Gesellschaften in den 1950er und 1960er Jahren, die aus den Erfahrungen des Nationalsozialismus und des Zweiten Weltkriegs resultierte und zugleich mit dem Zerfall der europäischen Kolonialreiche und mit den Unabhängigkeitsbestrebungen der überseeischen Völker verbunden war. Auch wenn in den 1950er Jahren beispielsweise auf dem Oktoberfest in München die Völkerschauen wiederzubeleben versucht wurden, war das Interesse und der kommerzielle Erfolg nur noch gering. Die letzte große Zurschaustellung indigener Menschen fand 1958 auf der Weltausstellung in Brüssel statt, auf der ein „kongolesisches Dorf“ errichtet wurde. Auf dem Münchner Oktoberfest fand 1959 die letzte „Völkerschau Hawaii“ statt. Kleinere Schauen sind gelegentlich bis in die 1960er Jahre überliefert, beispielsweise in Zürich.

## Akteure

### Zur Schau gestellte Menschen

#### Anwerbung

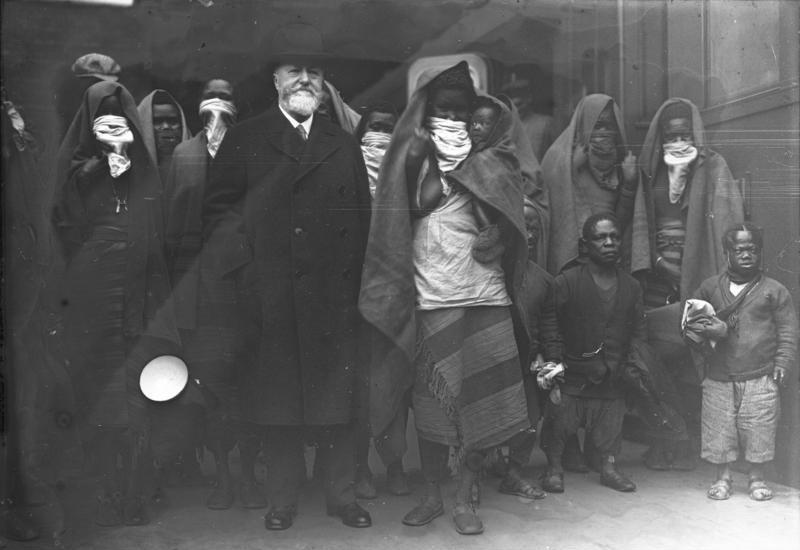
Im April 1931 kam eine Gruppe von Sara-Kaba begleitet vom Direktor des Zoologischen Gartens Berlin Lutz Heck am Anhalter Bahnhof an. Die Frauen haben ihre Lippenteller mit Schals verdeckt. (Foto von 1931)

Die auf Völkerausstellungen zur Schau gestellten Menschen wurden aus verschiedenen Teilen vornehmlich der kolonialisierten Welt angeworben. Die Anwerbung wurde anfangs über Tierhändler, später über Agenten organisiert, die bereits viele Monate vor Beginn der Völkerschauen mit der Suche nach geeigneten Personengruppen beauftragt wurden. Das Engagement dauerte von einem Sommer bis zu mehreren Jahren. Obwohl die Menschen im Fokus des öffentlichen Interesses standen, gibt es nur wenige Überlieferungen über ihre persönliche Situation oder ihr Erleben als „Ausstellungsobjekte“ bei den Völkerschauen. Dennoch gelten sie in der Forschung keineswegs nur als hilflose Objekte der Willkür der Veranstalter, sondern als selbstbewusste Subjekte. Viele von ihnen ließen sich mit Aussicht auf die ausgehandelten Honorare bereitwillig anwerben, auch wenn den Angeworbenen nicht immer klar war, was sie bei den Völkerschauen erwartete.
Die Agenten bemühten sich darum, die Gruppen möglichst unterschiedlich zusammenzustellen, um so mit Frauen und Männern, aber auch Kindern und alten Menschen, alltägliches Familienleben inszenieren zu können. Auswahlkriterien waren auch ein besonders „schönes“ oder „hässliches“ Aussehen sowie körperliche Veränderung wie Tätowierungen, Skarifizierung oder beispielsweise spitz gefeilte Zähne, Frauen mit langgestreckten Hälsen (genannt „Giraffenhals-Frauen“) oder Lippentellern. Für die größeren Völkerschauen wurden später auch gezielt Handwerker, Artisten und Tänzer eingestellt.

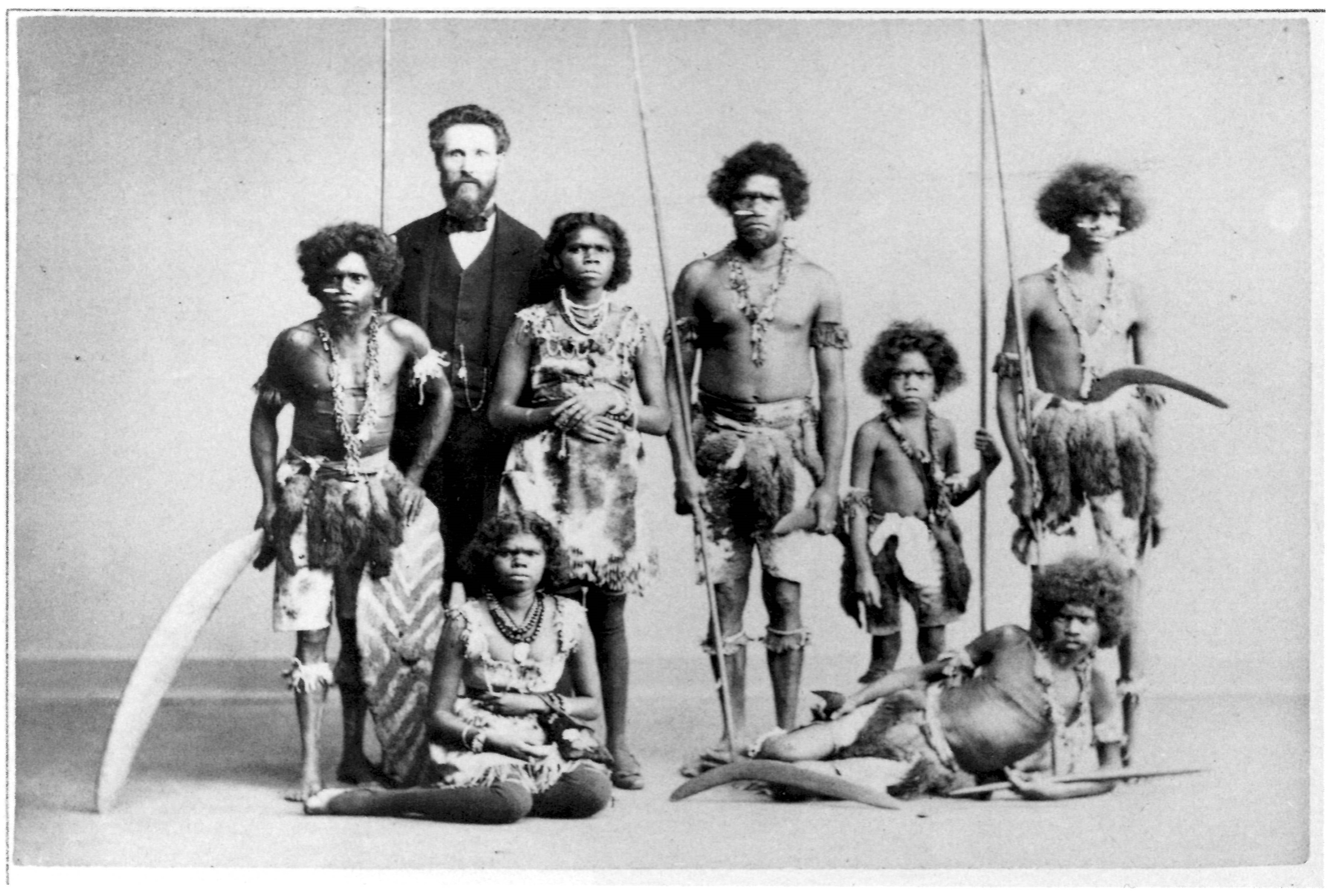
R. A. Cunningham mit der Völkerschau-Gruppe der „Aborigines“ in Berlin (Foto von 1884)

In den Anfangsjahren wurden zur Schau gestellte Menschen auch unfreiwillig und unter Entzug der Freiheitsrechte nach Europa verschleppt – insbesondere, wenn es sich um Gruppen vermeintlicher „Urmenschen“ handelte. Robert A. Cunningham etwa galt laut Hilde Thode-Arora als „der Prototyp des schlechten, rücksichtslosen Völkerschau-Impresarios“, der 1883 eine Gruppe von neun indigenen Australiern entführte. Im Fall der indigenen Australier und auch einiger anderer Völkerschauen war mit den Darstellern keine oder nur eine unzureichende Kommunikation möglich, weshalb ihnen bei ihrer „Anwerbung“ überhaupt nicht vermittelt werden konnte, was sie auf ihrer Reise und bei der Zurschaustellung erwarten würde. Solche „Anwerbungen“ entsprachen also dem Tatbestand einer Verschleppung.

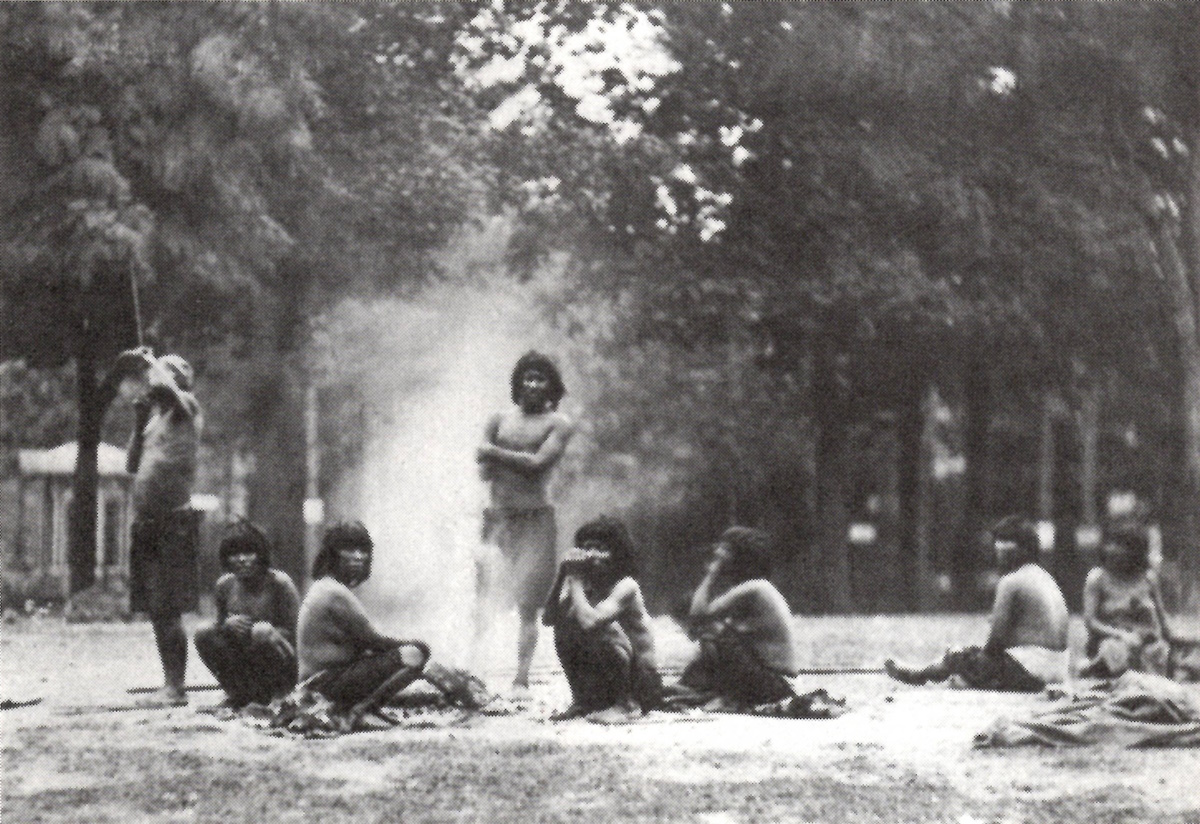
Völkerschau der „Feuerländer“ im Sommer 1881, Jardin d’Acclimatation in Paris (Foto von 1881)

Ein weiteres bekanntes Beispiel für die Verschleppung von zur Schau gestellten Menschen war die Völkerschau der „Feuerländer“ in den Jahren 1881 und 1882. Carl Hagenbeck beauftragte einen Agenten, „Feuerländer“ nach Europa zu bringen. Dieser Agent übergab in der Nähe der Magellanstraße dem Kapitän G. Schweers elf Kawesqar (das waren westlich der Hauptinsel Feuerland lebende Wassernomaden), der sie unter Umgehung chilenischer Behörden nach Hamburg brachte. Später behauptete Hagenbeck, Schweers hätte die Menschen aus Seenot gerettet und in den nächsten angesteuerten Hafen – also nach Hamburg – gebracht.
Die elf Kawesqar, darunter drei Kinder, wurden im Sommer 1881 zuerst im Pariser Jardin d’Acclimatation mit einer halben Million Zuschauer und anschließend in Berlin, Leipzig, Stuttgart, München, Nürnberg und Zürich zur Schau gestellt. Sie erregten großes Aufsehen in der Presse und wurden äußerst abschätzig beschrieben: „Hässlich seien die Feuerländer, lethargisch und schmutzig, stinkfaul von Natur aus und unsäglich dumm“, und „die Menschenfresser aus Südamerika würden eher die eigenen Großmütter verspeisen als ihre Hunde, weil Hunde Ottern fressen, das einzige Tier, vor dem die Feuerländer sich ekelten“. Im Berliner Zoo kam es zu lautstarkem Aufruhr, wie die Presse berichtete: „Als sich jedoch um 5 1/2 Uhr die Feuerländer in die inneren Gemächer ihres Erdgelasses zurückzogen, nahm der Tumult bedenkliche Dimensionen an. ‚Feuerländer raus!‘, brüllte ein tausendstimmiger Chorus, Bänke und Stühle wurden zerbrochen und erst mit Hülfe requirierter Schutzleute gelang es, die Ruhe wiederherzustellen“. Dort nahm auch der Anatom und Anthropologe Rudolf Virchow (1821–1902) Untersuchungen an den Kawesqar vor und stellte sie am 14. November 1881 der Berliner Gesellschaft für Anthropologie, Ethnologie und Urgeschichte im Saal des Zoologischen Gartens als eine „Rasse“ auf der „untersten Stufe“ sowie als mögliche „Kannibalen“ vor.

#### Arbeitsbedingungen
Im Zuge der Professionalisierung der Völkerschauen hielten sich die meisten Impresarios weitestgehend an Abmachungen oder Verträge und wollten den Eindruck vermeiden, die Menschen würden gegen ihren Willen zur Schau gestellt. Über die Bezahlung in den Menschenzoos gibt es nur wenige Informationen. Die Verträge umfassten neben der Entlohnung auch „das Anrecht auf bestimmte Mengen an Lebensmitteln und Decken und vieles mehr“. So wurden die medizinische Versorgung, die geforderten Tätigkeiten sowie die Arbeitszeiten genau geregelt. Die Arbeitsbedingungen und -zeiten von bis zu 10 Stunden waren hart und es kam häufig zu Erkrankungen. Ursachen hierfür waren neben mangelnder medizinischer Versorgung vor allem Infektionskrankheiten und fehlende Impfungen, zudem auch unangepasste Kleidung unter ungewohnten klimatischen Bedingungen, schlechte Wohn- und Lebensverhältnissen sowie das ungewohnte Essen. Die Menschen wohnten meist in einfachen, dem Publikum nicht zugänglichen Behausungen und durften teilweise den Zoo oder das Ausstellungsgelände nicht verlassen.

#### Todesfälle

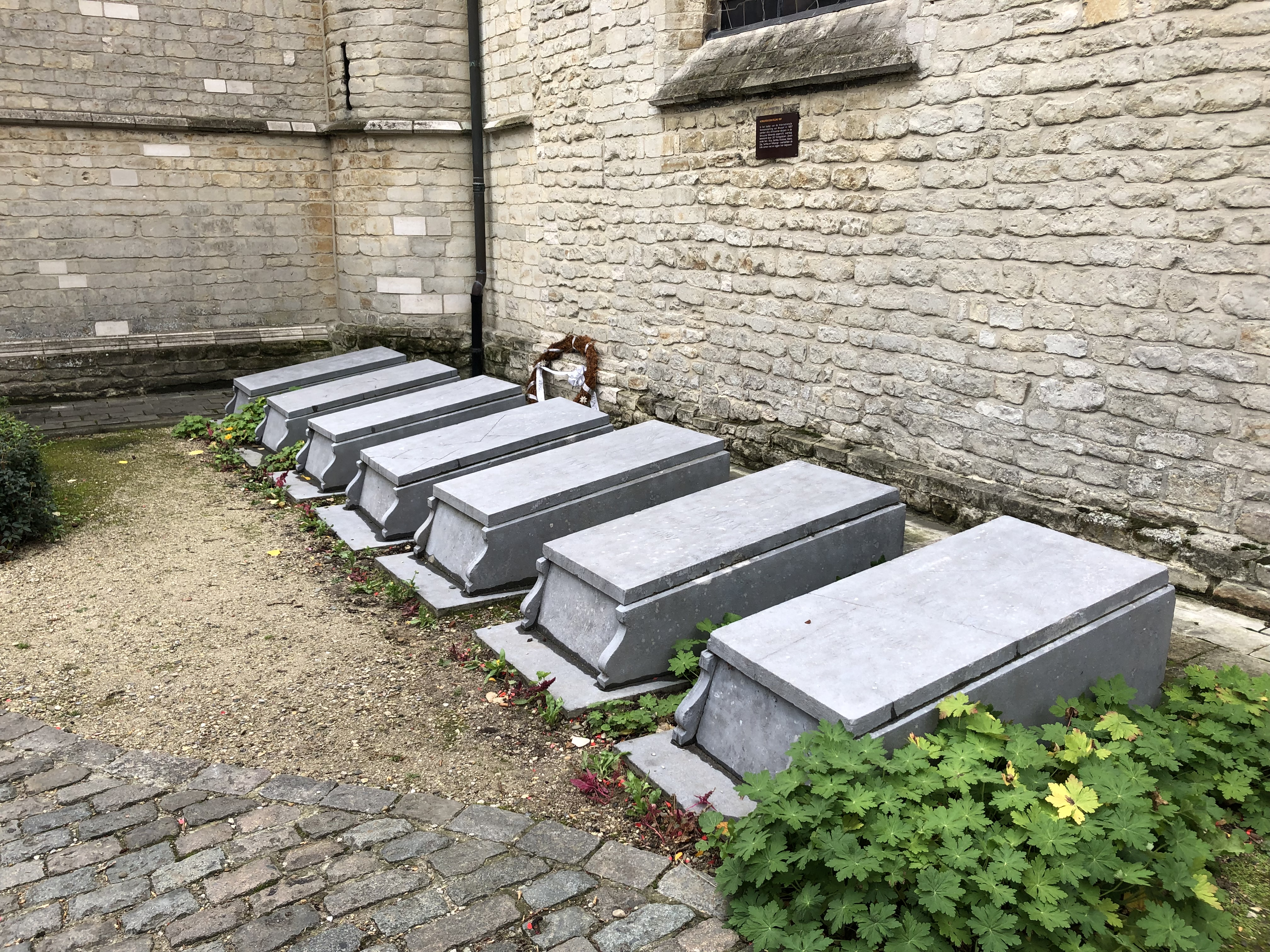
Gräber der sieben Völkerschau-Darsteller Sambo, Mpemba, Ngemba, Ekia, Elephant, Kitukwa und Mibange an der Kirche St. Johannes Evangelist in Tervuren bei Brüssel. Sie waren während der Weltausstellung 1897 verstorben und wurden 1953 hierher umgebettet. (Foto von 2019)

Neben einzelnen Todesfällen gab es einige Völkerschauen, bei denen ein Großteil der zur Schau gestellten Gruppe verstarb – im ersten dieser Fälle der von Carl Hagenbeck organisierten Völkerschau der „Eskimos“ 1880/81 sogar die ganze achtköpfige Gruppe. Hagenbecks Agent Johan Adrian Jacobsen war der gesetzlichen Vorschrift zur Impfung nicht nachgekommen, weshalb die Inuit zwischen Mitte Dezember 1880 und Mitte Januar alle tödlich an Pocken erkrankten, unter ihnen auch Abraham Ulrikab, der über seine Erlebnisse ein Tagebuch geführt hatte. Nur ein Jahr später starben auch sieben der elf Kawesqar bei Hagenbecks Völkerschau der „Feuerländer“. Berüchtigt für seinen rücksichtslosen Umgang mit seinen Völkerschau-Gruppen war insbesondere der Impresario Robert A. Cunningham, der insgesamt drei mehrjährige Völkerschauen organisierte. Von den neun Personen seiner ersten „Aborigines“-Völkerschau 1833 bis 1888 überlebten nur drei die strapaziöse Tournee. Zur Gruppe gehörte Kukamunburra, der nach seinem Tod in Cleveland im Februar 1884 mumifiziert und ausgestellt wurde. Seine Frau Tagarah starb im Juni 1885 in Elberfeld, und noch drei weitere Mitglieder der Gruppe verstarben während des Aufenthalts in Europa. Cunninghams Samoa-Völkerschau 1889–1891 überlebten fünf von zehn Personen, die sich anschließende zweite „Aborigines“-Völkerschau 1892 bis 1898 nur vier von neun Personen. Während der Weltausstellung 1897 in Brüssel wurden im Park Tervuren mehrere „Eingeborenendörfer“ errichtet, in denen insgesamt 267 Personen zur Schau gestellt wurden. Sieben Kongolesen starben an Infektionskrankheiten. Weil ihre Beerdigung auf dem örtlichen Friedhof abgelehnt wurde, entbrannte in Belgien eine kontroverse öffentliche Debatte über die Völkerschauen.

#### Herkunft und Stereotype
Nach der ersten Völkerschau der „Lappländer“ 1875 organisierte Carl Hagenbeck 1876 eine erste Schau mit Schwarzen: eine afrikanische Tierschau, die von sieben als Nubier beworbenen Afrikanern begleitet wurde. Auch die zwischen 1876 und 1880 jährlich neu aufgelegte Nubier-Schau reiste durch mehrere europäische Hauptstädte und erlebte einen großen Besucherandrang. Nach diesen ersten Völkerschauen wurden Menschen verschiedener Kontinente und Regionen vornehmlich der kolonialisierten Welt angeworben.
| Herkunftsregion                   | damalige Bezeichnung (ggf. heutige Bezeichnung) |
| --------------------------------- | ----------------------------------------------- |
| Nördliches Polargebiet            | „Eskimo“ (u. a. Inuit)                          |
| Nördliches Europa                 | „Lappländer“ (Samen)                            |
| Südrussland                       | Kalmücken                                       |
| Westliches Afrika                 | Aschanti Dahomey Togolesen                      |
| Östliches Afrika                  | Nubier Somali Sudanesen „Wakamba“ (Kamba)       |
| Nördliches Afrika und Naher Osten | Araber                                          |
| Indien                            | Inder Hindus Malabaren                          |
| Sri Lanka                         | Singhalesen                                     |
| Südamerika                        | „Feuerländer“ (u. a. Kawesqar)                  |
| Nordamerika                       | „Indianer“ (First Nations)                      |
| Australien                        | „Australneger“ („Aborigines“)                   |
| Philippinen                       | Igorot                                          |
| Südpazifik                        | „Kanaken“ (Kanak) Samoaner                      |

In der Logik des kolonialistischen und rassenbiologischen Denkens wurden die ausgestellten Völker hierarchisiert und unterschiedlich entweder als Kulturvölker oder als primitive Urmenschen kategorisiert, die „entweder dem europäischen Schönheitsideal entsprachen oder aber als Vertreter des Typs ‚Urmensch‘ besonders abstoßend wirkten“. Solche Stereotype der Völkerschauen lassen sich heute anhand der Plakate rekonstruieren, die das wichtigste Medium für die Bewerbung der Schauen waren. Alexander Sokolowsky, Hagenbecks Assistent und ein Schüler Ernst Haeckels, konstruierte im Rahmen der Völkerschauen solche Hierarchien zwischen den Menschenrassen. Zu den damals so bezeichneten Kulturvölkern zählten Araber, Inder und die Singhalesen. Plakate bewarben sie mit dem „Zauber aus Tausendundeiner Nacht“, mit der Erhabenheit der Beduinen, mit Kamelkarawanen, Basaren und der Erotik der orientalischen Bauchtänzerinnen. Positiv konnotiert wurden auch die Indianer, die auf den Plakaten mit Pferden, Federschmuck, Fransengewändern, Wigwam und Marterpfahl dargestellt wurden, sowie ein Teil der Südseeinsulaner „als freundliche, liebenswürdige Wesen mit sonnigem Gemüt […], die tagtäglich nichts anderes taten, als zu singen, Hula zu tanzen und Feste zu feiern. Die Frauen aus dieser Gruppe erschienen oft mit freiem Oberkörper, nur mit Bastrock und Blumengirlanden bekleidet“, Neukaledonier wurden hingegen als wilde Kannibalen porträtiert. Oft wurden nördliche Völker wie die Kalmücken aus dem Gebiet zwischen Wolga und Don sowie Eskimos und Lappländer aus dem Polargebiet als kulturell höherstehend dargestellt als die Völker Afrikas oder Australiens, andererseits galten aber etwa die Somali als „edel“. Auf der untersten Stufe standen als „Urmenschen“ porträtierte Völker, beispielsweise die Kawesqar („Feuerländer“) oder Fidschi-Insulaner, die von Anthropologen als „primitivste Wesen“ und als „Kannibalen“ beschrieben wurden.

#### Vermeintliche Authentizität

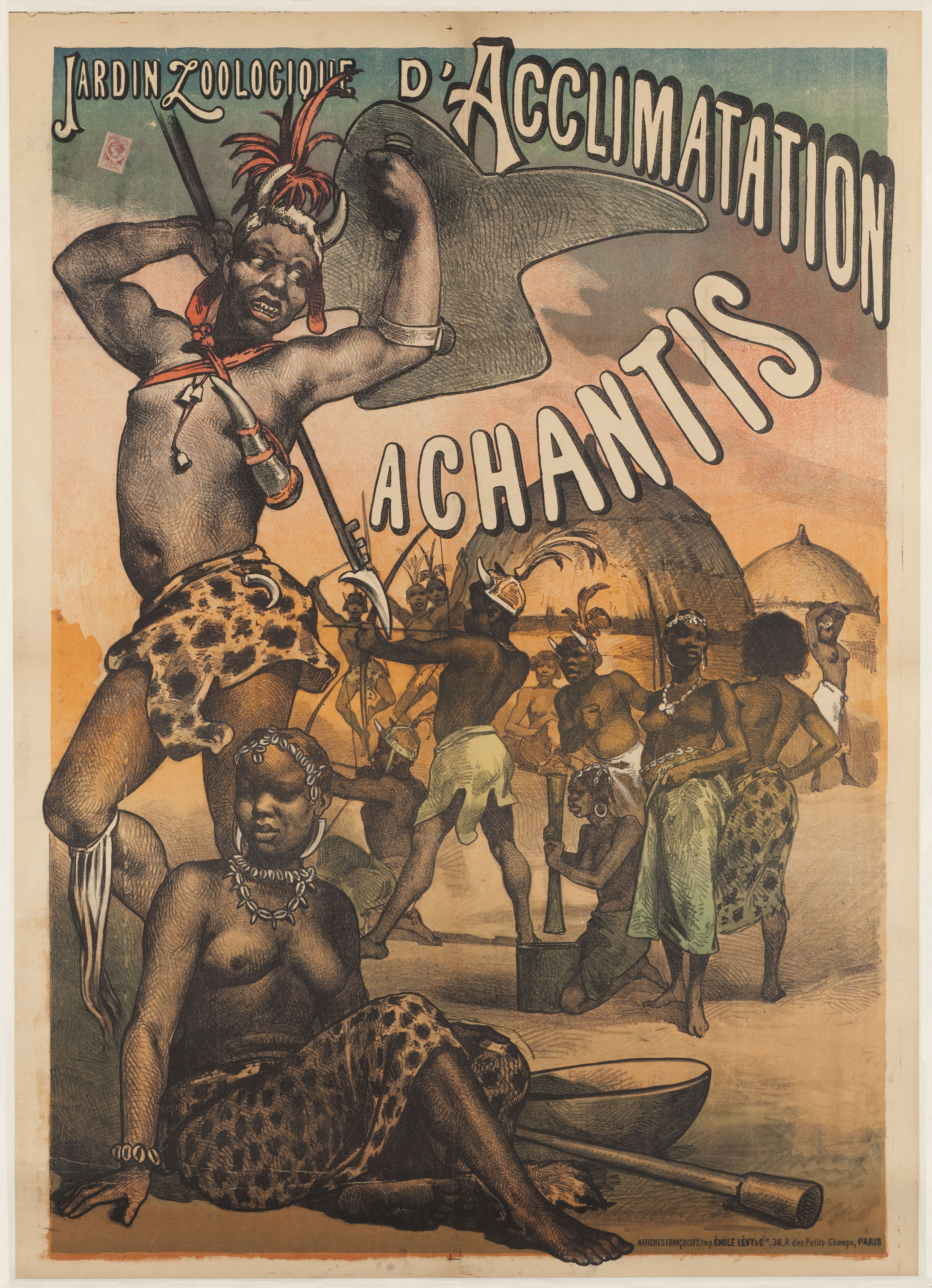
Das Plakat zur Völkerschau der Aschantis 1887 im Jardin d’Acclimatation in Paris wirbt mit halbnackten Schwarzen Menschen (Plakat von 1887)

Die Frage, ob die zur Schau gestellten Menschen bezüglich ihres Aussehens, ihrer Kleidung und der Inszenierung ihres Alltags oder der Schaukämpfe authentisch auftraten oder nicht, wird in der Forschung unterschiedlich beurteilt. Dabei dominiert die zweite Deutung. In den „Eingeborenendörfern“ beispielsweise sei nur suggeriert worden, ein alltägliches Leben darzustellen. Die ausgestellten Menschen hatten zudem in der Regel bei den Inszenierung der Schauen nichts mitzureden.
Anne Dreesbach hat zur Erklärung solcher Inszenierungsmuster der Völkerschauen einen „Stereotypenkreislauf“ vorgeschlagen: erstens würden durch Werbung und Plakate bereits verankerte Klischees aktiviert, um zweitens in der Inszenierung bestätigt zu werden und die Besucher drittens zur Bildung neuer Klischees anzuregen. Dieses Inszenierungsmuster habe zur Folge gehabt, dass es bei der Planung einer Völkerschau gar nicht so sehr darum ging, Repräsentanten einer Volksgruppe so zu zeigen, wie sie wirklich lebten. Authentizität sei nur insofern von Bedeutung gewesen, als dass die Zuschauer die Präsentation für authentisch hielten.
Nach Stefanie Wolter liegt in dieser vermeintlichen Authentizität der Schlüssel zur Erklärung des unerwarteten Erfolgs der ersten Völkerschau der „Lappländer“ 1875. Bereits seit Ende 1872 tourte eine andere „Lappländer“-Gruppe von Emma Willardt auch durch zahlreiche deutsche Städte. Wilhelm Leutemann grenzte sich im Herbst 1875 von dieser Schau deutlich ab, sie sei nicht authentisch – offenbar auch, um die zur gleichen Zeit geplante erste Völkerschau Hagenbecks zu bewerben. Wolter betont, dass sich dieser „Anspruch auf ‚Authentizität‘ bei näherem Hinsehen als ein äußert problematisches europäisches Konstrukt“ entpuppe. Allerdings gab es aber auch verschiedene erfolglose Völkerschauen, eben weil das Publikum die zur Schau gestellten Menschen offenbar nicht für authentisch hielt, wie beispielsweise Hagenbecks Hindu-Schau von 1878 oder die Bella-Coola-Schau von 1885/86.

#### Proteste der zur Schau gestellten Menschen

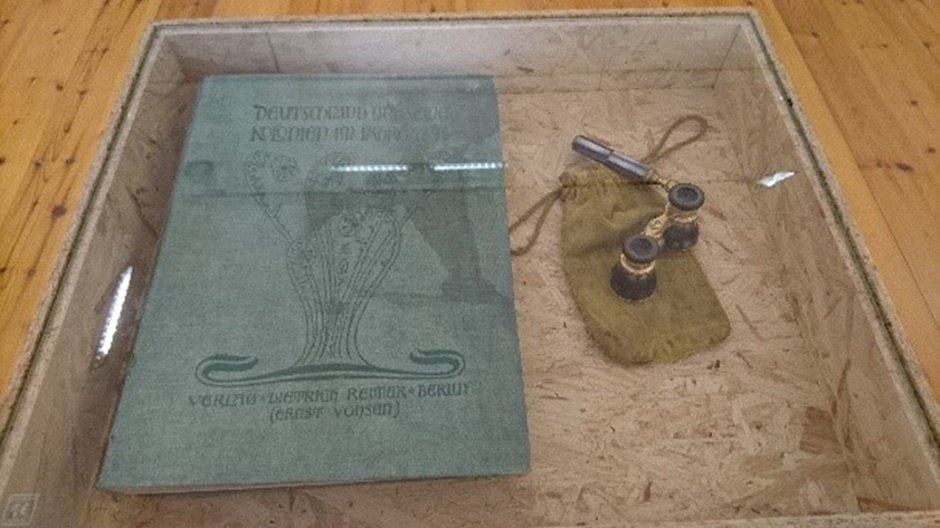
Vitrine: Opernglas in der Ausstellung „zurückGESCHAUT“ in Berlin-Treptow. (Foto von 2020)

Vereinzelt sind Proteste der zur Schau gestellten Menschen überliefert. Auf der von Mai bis Oktober 1896 dauernden Berliner Kolonialausstellung im Treptower Park setzte der zur afrikanischen Völkerschau gehörende etwa zwanzigjährige Kwelle Ndumbe (auch Bismarck Bell genannt) ein sichtbares Zeichen des Protests, indem er mit einem Opernglas die Zuschauer beobachtete und damit ihren Voyeurismus kritisieren wollte. Es gab auch viele zur Schau gestellte Menschen, die sich nicht vermessen ließen. Von 103 Teilnehmern der Berliner Kolonialausstellung stimmten beispielsweise lediglich 83 zu und nur 31 ließen sich fotografieren. Vereinzelt traten die zur Schau gestellten Menschen in Streik, wie auf der 1899 in Wien stattfindenden sogenannten Bischari-Schau.

### Veranstalter

#### Impresarios
Der heute kaum noch geläufige Begriff Impresario bezeichnete bis ins 19. Jahrhundert den Besitzer oder Leiter von Theatern und anderer Veranstaltungsformate, so auch die Veranstalter der Völkerschauen. Um 1870 nahmen das Schaustellereiwesen und verschiedenerlei Vergnügungsstätten in Europa einen enormen Aufschwung, worin auch die rasche Verbreitung und Popularisierung der Völkerschauen seit den 1870er Jahren begründet liegt. Nach Phineas Taylor Barnum, der ab den 1840er Jahren in den USA das Format der Freak Shows etabliert hatte, war Carl Hagenbeck einer der einflussreichsten Impresarios, der das Format der Völkerschauen maßgeblich professionalisierte. Hagenbeck begann seine Karriere 1866 als Händler exotischer Tiere. Nach der Schau der Lappländer war für ihn klar, dass mit der Vorführung von Menschen aus entfernten Kulturen weitaus mehr zu verdienen war, und ab 1879 wurden die Völkerschauen zu seiner Haupteinnahmequelle. Der Erfolg der meisten Völkerschauen lag also nicht vorrangig darin begründet, dass die Impresarios ein ideologisch-rassistisches Konzept oder Kolonialpropaganda vermitteln wollten, sondern in erster Linie an ihrem Profitstreben. Sie versuchten, die Völkerschauen so zu inszenieren, dass der Unterhaltungswert für das Publikum und somit die Einnahmen möglichst groß waren. Zudem bemühte sich Hagenbeck um gute Kontakte zu Wissenschaftlern, die den Schauen einen seriösen Eindruck gaben und ihrerseits von der Untersuchungen und Vermessungen profitieren. Besonders engen Kontakt unterhielt er zum Anatom und Anthropologen Rudolf Virchow.

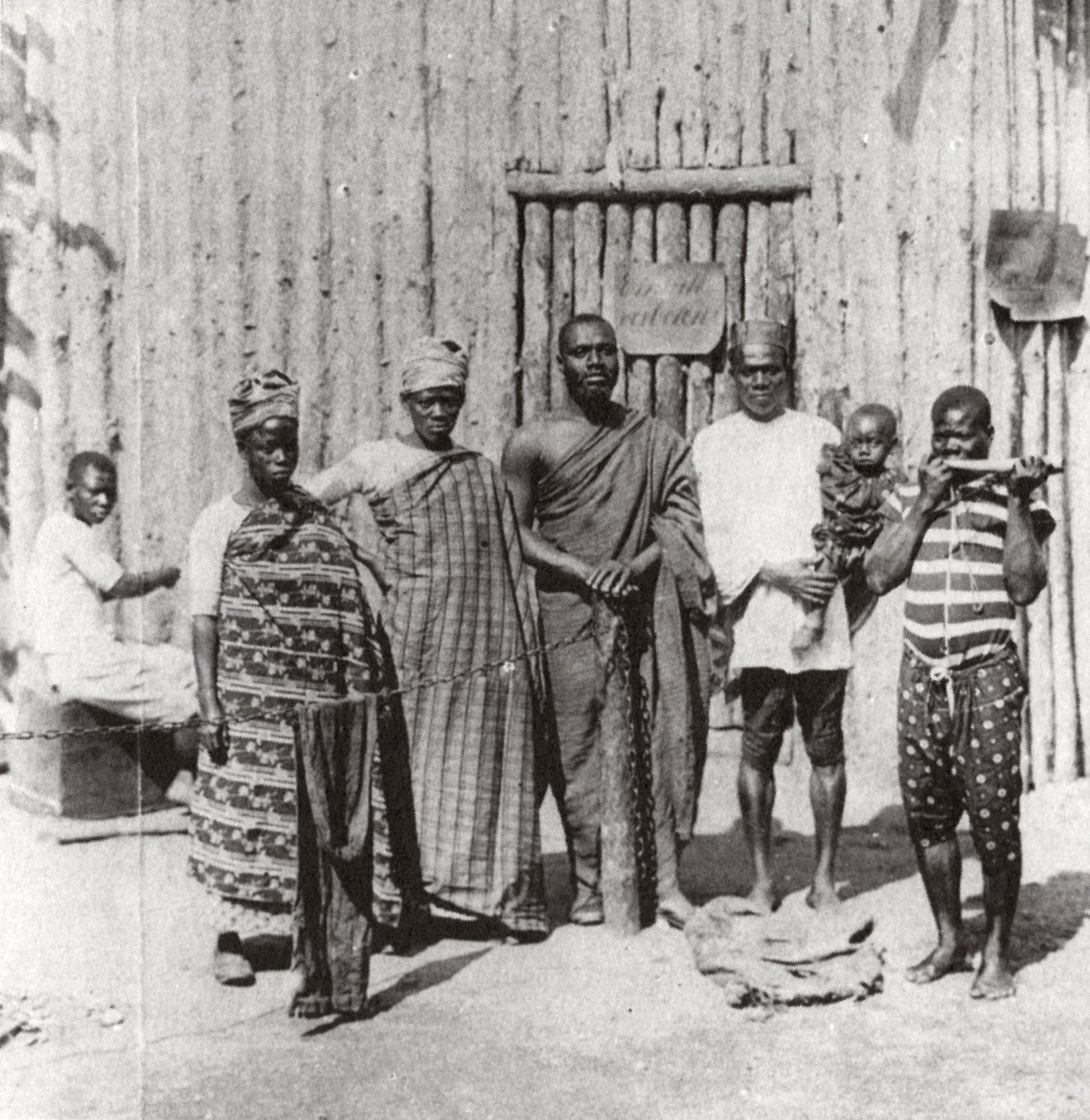
Der Impresario John Calvert Nayo Bruce (Mitte) mit seinen Ehefrauen Dassi und Ohui Creppy, dem dreijährigen Sohn Kwassi und weiteren Mitgliedern des „Togo-Dorfs“, Berliner Kolonialausstellung 1896

Hagenbeck setzte auch auf die intensive Bewerbung der Schauen. Die Kosten für eine durchschnittlich ausgestattete Völkerschau bezifferte er auf 60.000 RM, die wieder eingespielt werden mussten, um an den Schauen zu profitieren. Neben Plakatwerbung, Zeitungsannoncen und Rabattaktionen zog er mit den neu ankommenden Völkerschauen in großen Umzügen durch die Stadt, um dadurch ein großes Medienecho zu erzeugen. Wie wichtig die gute Vernetzung zur Presse war, machte bereits die Völkerschau der Lappländer 1875 deutlich. Die Schau war nur in Hamburg so erfolgreich, in Berlin aber, wo Hagenbeck noch nicht vernetzt war, waren die Besuchszahlen nur gering. Bekannte Impresarios aus anderen Ländern waren beispielsweise Imre Kiralfy aus Großbritannien oder William Frederick Cody alias Buffalo Bill aus den USA. Es gab auch zur Schau gestellte Menschen, die selbst Impresarios wurden. Ein bekanntes Beispiel war J. C. Nayo Bruce (1859–1919), der 1896 das „Togo-Dorf“ der Berliner Kolonialausstellung organisierte und anschließend über mehr als zwei Jahrzehnte selbstständig mit seiner „Togo-Gruppe“ durch zahlreiche europäische Länder tourte.

#### Welt- und Kolonialausstellungen
Seit den 1850er Jahren wurden regionale oder nationale Industrieausstellungen sowie die größer konzipierten Weltausstellungen zu einem wichtigen Instrument der Industrienationen Europas, Amerikas und Japan zur Repräsentation ihrer wirtschaftlichen Stärke. Diese Schauen wurden Ende des 19. Jahrhunderts von den imperialistischen Mächten oft verknüpft mit Kolonialausstellungen, in die auch Völkerschauen integriert wurden. Erstmals wurden bei der Weltausstellung 1883 in Amsterdam „systematisch und mit kolonialpropagandistischer Agenda“ Menschen aus den Kolonien zur Schau gestellt. Bei der Weltausstellung 1889 in Paris setzte die „Idee der Immersion“ und die „Möglichkeit zum Eintauchen in großflächig angelegte fremde Welten“ in mehreren nachgebauten Dörfern mit etwa 300 zur Schau gestellten Menschen neue Maßstäbe der Inszenierung der Schauen. Während es im Deutschen Reich nur vier Kolonialausstellungen gab, in denen Menschen zur Schau gestellt wurden, war in Frankreich, Großbritannien, Spanien, Italien, Belgien und Japan diese Form der Völkerschauen verbreiteter.
In den Kolonialschauen wurde vorrangig die Zivilisierung der Menschen in den Kolonien in Szene zu setzen versucht, beispielsweise bei der Weltausstellung 1904 in St. Louis. Dort wurden im „Philippinischen Reservat“ etwa 1200 Menschen zur Schau gestellt und in Gruppen unterschiedlicher „Anpassungsstufen“ an die Kolonialmacht inszeniert: „Der koloniale Fortschritt wurde anhand der Weiterentwicklung der ‚primitiven‘ Völker demonstriert, die sich in gut gekleidete und disziplinierte Polizeitruppen verwandelten“.

### Zuschauer
Über das Verhalten der Besucher der Völkerschauen gibt es zahlreiche Überlieferungen. Bereits die erste Völkerschau von Hagenbeck im Jahr 1875 erlebte einen großen Besucherandrang. Er notierte in seinen Erinnerungen: „Vom ersten Tage an war das Publikum geradezu enthusiasmiert […] Schon am frühen Morgen des Eröffnungstages begann das Zuströmen des Publikums, und trotz des großen Raumes, der zur Verfügung stand, nahm das Gedränge geradezu beängstigende Formen an“, so dass die Polizei einschreiten musste. Unter anderem aus Paris ist überliefert, dass die Zuschauer die ausgestellten Menschen mit Nahrungsmitteln und anderem bewarfen.
Für die Erklärung des Besucherandrangs gibt es verschiedene Ansätze, beispielsweise die schlichte Neugier, mehr über außereuropäische Welt zu erfahren, aber auch ein „grenzenloser Voyeurismus“. Dabei spielte in den ansonsten prüden Gesellschaften des ausgehenden Jahrhunderts die Inszenierung halbnackter oder in Einzelfällen auch nackter Menschen eine große Rolle. Klischees über die „sexuelle Verfügbarkeit schwarzer Frauen und Virilität schwarzer Männer“ waren weit verbreitet. Dominika Czarnecka hob in ihrem Zeitschriftenartikel Black Female Bodies and the ‚White‘ View von 2020 die Sexualisierung der Körper schwarzer Frauen als maßgeblichen Faktor für den Besucherandrang der Völkerschauen hervor. Die Masse der Zuschauer ist in verschiedenen Fällen auch übergriffig geworden. „Die dunklere Haut musste berührt und geprüft werden; erotisches Begehren überschritt Grenzen.“ Außerdem fanden Fotos und Postkarten zu den Völkerschauen offensichtlich dann besonders großen Absatz, wenn auf ihnen nackte oder halbnackte Personen abgebildet waren.

### Interesse der Forschung
Wissenschaftler verschiedener Disziplinen, besonders der physischen Anthropologie und der Anatomie, nutzten die zur Schau gestellten Menschen auch als Forschungsobjekte. Im Interesse anthropologischer Forschungen standen akribische Vermessungen und die Untersuchung verschiedener Körpermerkmale wie der Hautfarbe, außerdem auch die Anfertigung von Fotografien und Gipsabdrücken, unter anderem auch von Sexualorganen. Verstorbene Menschen wurden auch seziert, und ihre Leichname bzw. Skelette blieben oftmals im Besitz der Forschungsinstitute. Großes Interesse galt dabei den Schädeln sowie präparierten, also in Spiritus eingelegten Körperteilen. Der Münchner Anatom Theodor von Bischoff spezialisierte sich etwa auf weibliche Geschlechtsorgane, die er sich beispielsweise 1882 von den in Zürich verstorbenen Kawesqar zusenden ließ.
Wissenschaftler und Impresarios profitierten gegenseitig von der Zusammenarbeit. Die Völkerschauen nutzten der Wissenschaft insbesondere, weil statt aufwändiger und gefährlicher Reisen die Forschungen direkt vor Ort durchgeführt werden konnten. Hagenbeck verstand es im Gegenzug, durch die intensive Zusammenarbeit besonders mit der 1869 gegründeten Berliner Gesellschaft für Anthropologie, Ethnologie und Urgeschichte den Schauen einen wissenschaftlichen Anstrich zu geben. Deren Vorsitzender, der bekannte Anatom Rudolf Virchow, regte seinerseits die Untersuchung der zur Schau gestellten Menschen an. Die Forscher erhofften sich Einsichten in die Entwicklungsgeschichte der Menschheit, da sie glaubten, dass „Naturvölker“ einer niedrigeren Entwicklungsstufe angehörten als „Kulturvölker“ und somit das von Charles Darwin gesuchte fehlende Bindeglied (missing link) zwischen Affe und Mensch repräsentieren könnten.
Den Impresarios brachte die Zusammenarbeit mit der Wissenschaft direkten finanziellen Vorteil ein, da bei einer Völkerschau mit nachweislichem Bildungscharakter die Erlassung der Lustbarkeitssteuer von bis zu vierzig Prozent der Bruttoeinnahmen beantragt werden konnte. Zudem benötigten Schauen, die einen „wissenschaftlichen Charakter“ aufwiesen, keinen Wandergewerbe-Legitimationsschein. Nach 1900 nahm das wissenschaftliche Interesse an der Untersuchung der zur Schau gestellten Menschen ab.

## Völkerschauen nach Ländern und Städten

### Deutsches Reich
Im Deutschen Reich wurden seit der ersten Völkerschau der Lappländer 1875 bis 1930 nach Anne Dreesbach etwa 400 Gruppen bei Völkerschauen gezeigt, die häufig auf Tournee durch mehrere Städte geschickt wurden. Einige dieser Schauen wurden täglich von mehreren Zehntausend Besuchern gesehen, und an einzelnen Standorten erreichten die Schauen, die dort jeweils meist für einige Wochen gastierten, Besucherzahlen von über einer Million Menschen. Fast alle dieser Schauen waren von Impresarios als kommerzielle Veranstaltungen geplant.

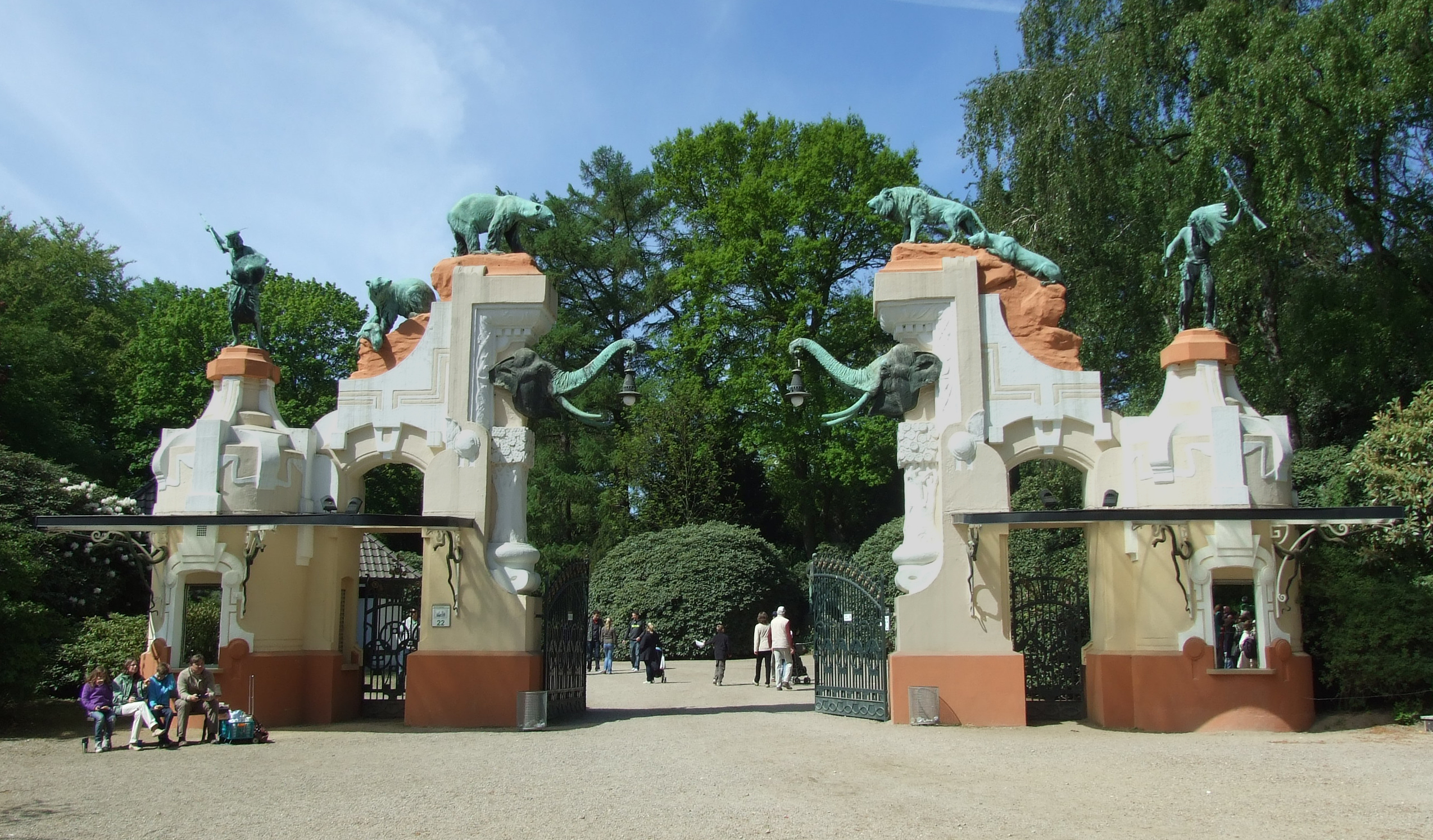
Ehemaliges Eingangstor Tierpark Hagenbeck in Hamburg-Stellingen von 1907 (Foto von 2011)

Die wichtigsten Veranstaltungsorte im Deutschen Reich waren Berlin und Hamburg, außerdem unter anderem auch München, Köln, Leipzig oder Dresden. Im Zuge des Erwerbs von Kolonien hatten die Kolonialverbände eine kritische und ablehnende Haltung zu den kommerziellen Völkerschauen der Impresarios entwickelt. Die Schauen – so die Kritik – übten „einen schädlichen Einfluss auf die Ausgestellten aus, was das Verhältnis der ‚Eingeborenen‘ zu den Kolonialisten empfindlich“ schädige und nur den kommerziellen Interessen der Impresarios nützten. Vor diesem Hintergrund ordnete die Reichsregierung unter Reichskanzler Chlodwig zu Hohenlohe-Schillingsfürst 1901 per Runderlass das „Verbot zur Ausfuhr von Eingeborenen aus den Kolonien zum Zwecke der Schaustellung“ an. Allerdings kamen zu dieser Zeit die meisten der zur Schau gestellten Menschen nicht mehr aus deutschen Kolonien.
Hagenbecks Völkerschauen fanden im Deutschen Reich rasch verschiedene Nachahmer. Bedeutende Impresarios waren Eduard Gehring, Carl, Fritz und Gustav Marquardt, Willy Möller, Friedrich Wilhelm Siebold, die Firmen Ruhe und Reiche sowie Carl Gabriel. Die Brüder Fritz und Carl Marquardt hielten sich selbst lange in Deutsch-Samoa auf und organisierten zwischen 1895 und 1911 drei Samoa–Völkerschauen.
Unter den etwa 50 Kolonialausstellungen, die zwischen 1896 und 1940 im Deutschen Reich gezeigt wurden, gab es nur vier mit einer Völkerschau, nämlich die Berliner Gewerbeausstellung 1896, in deren Rahmen auch die Berliner Kolonialausstellung im Treptower Park zu sehen war, ebenfalls in Berlin die Deutsche Armee-, Marine- und Kolonial-Ausstellung 1907, die Kolonialausstellung 1928 in Stuttgart sowie die Deutsche Afrika-Schau. In der Zeit des Nationalsozialismus fanden keine kommerziellen Völkerschauen statt. Zwischen 1936 und 1940 tourte die sogenannte Deutsche Afrika-Schau durch das Deutsche Reich, die den zu dieser Zeit nur wenigen dort lebenden Schwarzen eine Verdienstmöglichkeit schaffen sollte. Die als „Negerdorf“ inszenierte Schau wurde auf private Initiative gegründet und von den nationalsozialistischen Behörden und dem Außenministerium zunächst unterstützt und auch für die Verbreitung von Kolonialpropaganda vereinnahmt. Allerdings sahen Teile der Nationalsozialisten die Schau durch die „Möglichkeit eines Kontaktes, einer Vermischung von ‚Schwarzen‘ und ‚Weißen‘, also einer ‚Rassenvermischung‘“ zunehmend als Bedrohung an. Deshalb wurde sie im Jahr 1940 verboten und ein generelles Auftrittsverbot für „Neger und Negermischlinge“ erlassen.

#### Berlin
Der Berliner Zoo war anfangs die wichtigste Station auf Hagenbecks Tourneen, wo nach seinen Angaben täglich bis zu 100.000 Besucher zu den Völkerschauen kamen. Insgesamt fanden im Berliner Zoo 25 Völkerschauen statt. Auf der Berliner Kolonialausstellung 1896 im Treptower Park wurden mehr als hundert Menschen aus den deutschen Kolonien in Afrika fünfeinhalb Monate in fünf afrikanischen Dörfern, beispielsweise im „Togodorf“ und „Kamerundorf“ rund um den Karpfenteich zur Schau gestellt, die etwa zwei Millionen Besucher zählte. Auf einem Palisadenzaun rund um die Hütten waren Attrappen von Menschenköpfen aufgespießt.

#### Hamburg
Carl Hagenbeck begann mit den Völkerschauen im 1874 eröffneten „Hagenbecks Thierpark“ am Neuen Pferdemarkt. Insgesamt fanden etwa 60 Völkerschauen in Hamburg statt. Nachdem in den 1890er Jahren die Völkerschauen in vielen Städten des Deutschen Reiches immer weniger Umsätze einbrachten, konnte Hagenbeck 1908 durch die Gründung des Tierparks in Hamburg-Stellingen neue und immer größere und aufwändigere Formate der Völkerschauen entwickeln.

#### München

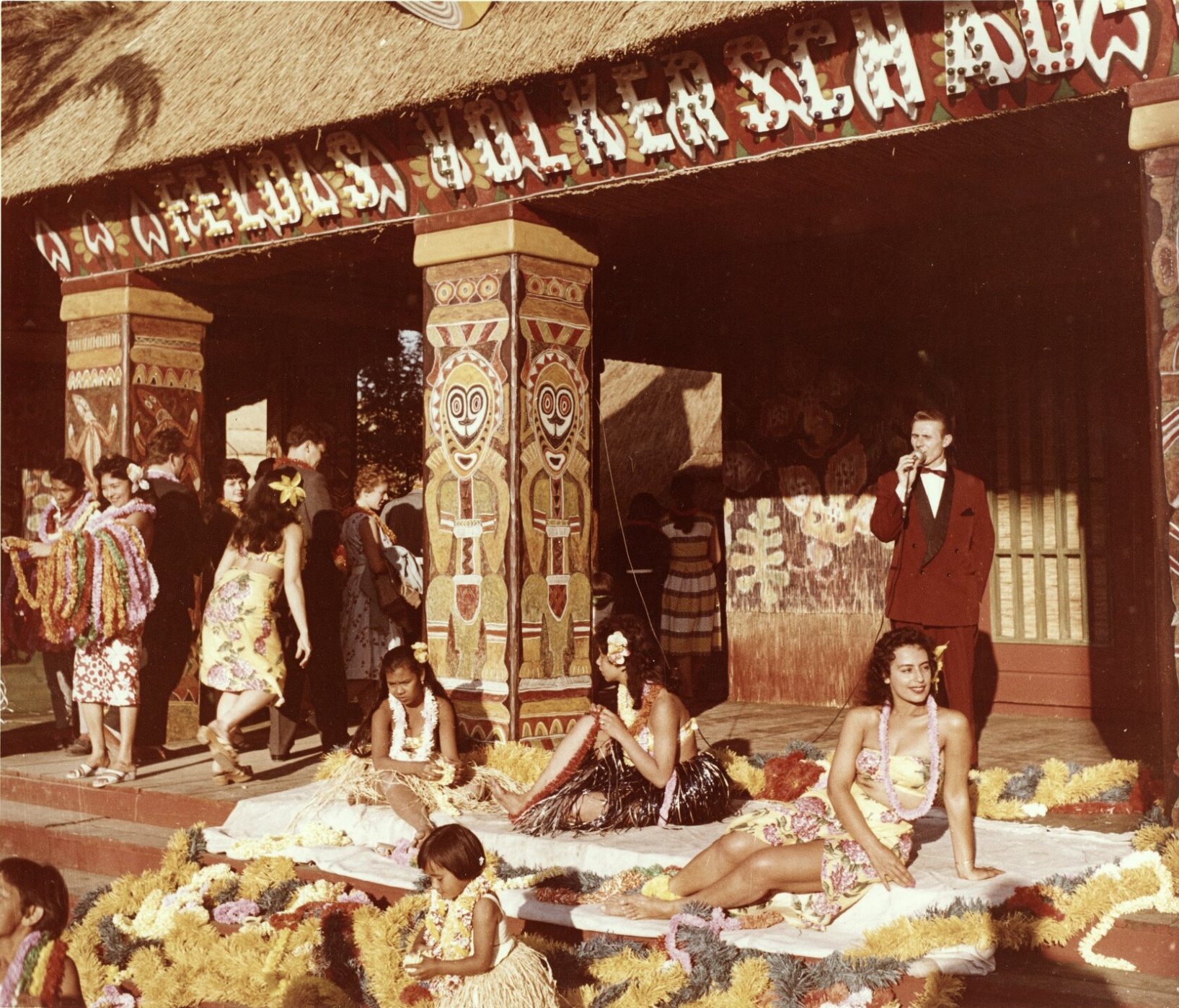
„Feldl's Völkerschau Hawaii“ auf dem Münchner Oktoberfest (Foto von 1959)

Die erste Völkerschau in München war 1879 die von Hagenbeck veranstaltete „Nubier-Schau“ auf dem Oktoberfest. Zwischen 1890 und 1911 (außer 1893) Völkerschauen (in Ermangelung eines Zoos) im Rahmen des Oktoberfestes statt, wie etwa die Buffalo-Bill-Show 1892 oder eine „Dinka-Neger“-Karawane 1894. Um die Jahrhundertwende dominierte Carl Gabriel das dortige Schaustellergewerbe und veranstaltete 1901 mit dem „Beduinen-Lager“ die erste großangelegte Völkerschau auf einem Oktoberfest, wobei im selben Jahr noch weitere Schausteller kleinere Schauen zeigten. In den folgenden Jahren zeigte Gabriel weitere große Schauen und kooperierte dabei mit Hagenbeck, so etwa bei der „Riesenvölkerschau“ 1909. In der Endphase der Völkerschauen veranstaltete Willy Siebold mehrere „Lippenneger“-Schauen auf dem Münchner Oktoberfest. Die letzte Völkerschau auf dem Münchner Oktoberfest vor dem Zweiten Weltkrieg war 1931 Kanaken der Südsee von Hagenbeck. Im 1911 eröffneten Tierpark Hellabrunn wurde lediglich eine Völkerausstellung im Jahr 1929 gezeigt. Nach dem Krieg fanden hier noch vereinzelt Völkerschauen statt; die letzte war „Feldl's Völkerschau Hawaii“ im Jahr 1959, bei der etwa 150 Personen zur Schau gestellt wurden.

#### Hannover
Im Zoo Hannover fanden zwischen 1878 und 1932 insgesamt 14 Völkerschauen und im restlichen Stadtgebiet 37 weitere Zurschaustellungen von Menschen statt.

#### Frankfurt am Main
In Frankfurt fanden zwischen 1878 und 1931 40 Völkerschauen statt, davon 33 im Zoologischen Garten Frankfurt.

#### Köln
Zwischen 1878 und 1932 fanden im Kölner Zoo im Stadtteil Riehl sieben Völkerschauen statt. Marianne Bechhaus-Gerst erklärt die vergleichsweise geringe Zahl unter anderem mit der Konkurrenz der zahlreicheren Freak Shows, die in unmittelbarer Nähe des Zoos aufgeführt wurden. Am Standort der heutigen Zoobrücke befand sich seinerzeit die sogenannte „Goldene Ecke“ Kölns mit einem ausgedehnten Vergnügungspark, wo beispielsweise die Amazonen von Dahomey öfters Station machten. Die letzte Völkerschau im Kölner Zoo war 1931 die Schau der Sara-Kaba von Friedrich Wilhelm Siebold, die zuvor in Hamburg, Berlin und München Station gemacht hatte.

#### Leipzig
Zwischen 1876 und 1931 fanden im Leipziger Zoo 40 Völkerschauen statt, bei denen insgesamt etwa 750 Personen zur Schau gestellt wurden. Anfangs gastierte Carl Hagenbeck mit seinen Schauen im Leipziger Zoo, ab 1888 organisierte der Leipziger Zoodirektor Ernst Wilhelm Pinkert eigene Schauen, die er ebenfalls auf Tournee schickte. Auf der Sächsisch-Thüringischen Industrie- und Gewerbeausstellung Leipzig 1897 wurde ein „Eingeborenendorf“ gezeigt. Eine kritische Auseinandersetzung mit den Völkerschauen und der Rolle Pinkerts und seines Nachfolgers Johannes Gebbing hat in Leipzig bisher kaum stattgefunden.

#### Dresden
Auch der Dresdner Zoo war seit den 1870er-Jahren ein wichtiger Veranstaltungsort der Völkerschauen. Zwischen 1878 und 1934 sind dort 76 Völkerschauen nachgewiesen.

#### Freiburg
In Freiburg fanden zwischen 1885 und 1914 vier Völkerschauen statt.

#### Münster
Im Westfälischen Zoologischen Garten (heute Allwetterzoo Münster) fanden mindestens 21 Völkerschauen statt.

### Frankreich
In Frankreich gab es bereits 1877 erste kleinere Völkerschauen im Jardin Zoologique d’Acclimatation in Paris. Im August 1877 sorgte eine afrikanische Tierschau, die von vierzehn als Nubier beworbenen Afrikanern begleitet wurde, für großes Aufsehen. Der Pariser Zoo konnte durch die Schauen seine Besucherzahl verdoppeln, die im selben Jahr die Millionengrenze erreichte. Aufgrund des Erfolges wurden zwischen 1877 und 1912 dreißig solcher ethnologischer Ausstellungen veranstaltet. In Frankreich fanden Völkerschauen häufig im Zusammenhang von Welt- und Kolonialausstellungen statt. Auf der Pariser Weltausstellung von 1889 gab es neben der Einweihung des Eiffelturms als weitere Hauptattraktion in dem zum Jardin d’Acclimatation Anthropologique verwandelten früheren Jardin Zoologique d’Acclimatation, eine riesige Völkerschau des französischen Kolonialreichs. Sie wurde von 32 Millionen besucht. Eine letzte große bei Hagenbeck in Auftrag gegebene Völkerschau fand 1931 im Rahmen der Exposition coloniale internationale in Paris statt.

### Belgien
Im Rahmen der Weltausstellung 1897 in Brüssel wurde in Tervuren ein kongolesisches Dorf aufgebaut, in dem während der Ausstellung 267 Afrikaner lebten und die von über 1,1 Millionen Menschen besucht wurde. In nachgebauten Dörfern spielten sie Alltagsszenen nach. „Die Begeisterung des Publikums musste in Zaum gehalten werden. Auf Hinweisschildern war zu lesen: ‚Es ist verboten, die Schwarzen zu füttern, sie werden verpflegt‘.“ Nach dem Zweiten Weltkrieg allerdings fand in Brüssel auf der Expo 58 die letzte große Völkerschau statt, auf der mehrere hundert Kongolesen zur Schau gestellt wurden.

### Großbritannien
In Großbritannien fanden viele größere Völkerschauen im Rahmen von Industrie- und Weltausstellungen statt. 1899 zeigte die Greater Britain Exhibition 174 Schwarze aus Südafrika, die auf die Dörfer aufgeteilt wurden. Weitere solcher Schauen gab es bis in die 1930er Jahre. Bekannt wurde der Impresario Imre Kiralfy, der ab 1908 jährlich große Völkerschauen in White City mit einem Schwerpunkt auf den Orient zeigte.

### Österreich-Ungarn
In Wien fanden zwischen 1870 und 1910 über 50 Völkerschauen statt. Die „Nubierkarawane“ 1878 war die erste Völkerschau in Österreich, die Carl Hagenbeck in der Rotunde im Prater aufführte. 1885 kam die „Singhalesen-Karawane“ nach Wien, wiederum veranstaltet von Hagenbeck. In den folgenden Jahren wurden zahlreiche „Eingeborenendörfer“ zur Schau gestellt. In den Jahren 1886, 1887 und 1897 gab es mit dem Thema „Aschantidorf“ weitere Völkerschauen, die im Zoo am Schüttel in Wien stattfanden. 1910 wurde wiederum am Prater ein abessinisches Dorf errichtet. In Österreich hatte das Interesse an den Schauen zu dieser Zeit aber schon stark nachgelassen.

### Schweiz
Die Schweiz war nie Kolonialmacht, dennoch waren Völkerschauen zwischen 1879 und 1939 weit verbreitet und populär. In den Anfangsjahren machten zahlreiche kommerzielle Völkerschauen Station in der Schweiz. Später wurden die Schauen auch im Rahmen von Kolonialschauen mit „Eingeborenendörfern“ veranstaltet. 1909 und 1910 tourte eine Völkerschau von 80 Senegalesen durch verschiedene Städte hauptsächlich der Schweiz, die vom Senegalesen Jean Thiam initiiert und geleitet wurde. Bis ins Jahr 1964 waren Völkerschaugruppen in der Schweiz unterwegs.

#### Zürich
Rea Brändle hat für Zürich 65 Völkerschauen zwischen 1835 und 1960 nachgewiesen, die allerdings zum großen Teil zu den Veranstaltungen auf Jahrmärkten und in Zirkussen zählen. Dennoch fanden in Zürich zahlreiche große Völkerschauen im engeren Sinne statt. Eine der ersten war 1882 die „Feuerländer“-Schau von Hagenbeck. Vier der Kawesqar aus Südchile, die 1881 nach Europa verschleppt und dann in verschiedenen Ländern vorgeführt wurden, verstarben in Zürich, als sie im Februar 1882 im „Platte-Theater“ in Fluntern gezeigt wurden. Eine weitere Angehörige der Gruppe war schon auf der Reise nach Zürich gestorben. Schlechte Unterkünfte, strapaziöse Reisen und mangelhafte Ernährung führten zu Krankheiten. Von den elf Kawesqar kehrten nur vier lebend nach Chile zurück. Überreste der fünf Toten, die im Anthropologischen Institut der Universität gelagert wurden, wurden 2010 in Chile beerdigt. 1885 erregte „Carl Hagenbecks anthropologische-zoologische Singhalesen-Ausstellung“ große Aufmerksamkeit.

#### Basel
Der Basler Zoo war Veranstaltungsort von 21 Völkerschauen. Die erste Schau der „Nubier-Karawane“ von Hagenbeck zeigte 1879 fünfzehn Männer aus Ägypten, daneben zahlreiche Tiere der Region. „Das Ausstellen exotisierter Menschen war für den seit der Gründung defizitären Zoo eine wichtige Einnahmequelle. Während der kurzen Anwesenheit einer Völkerschau von zwei bis drei Wochen verzeichnete der Zoo durchschnittlich zwanzig bis fünfundzwanzig Prozent aller Besucher eines gesamten Jahres.“ 1899 fand mit der „Bischari-Karawane“ die vorerst letzte Schau in Basel statt, danach fanden von 1922 bis 1935 sechs weitere Schauen statt. Die letzte Schau von 1935 zeigte die „aussterbenden Lippennegerinnen aus Zentral-Afrika“.

#### Genf
Auf der Schweizerischen Landesausstellung im Sommer 1896 in Genf wurden im Village noir 227 Menschen aus dem heutigen Senegal zur Schau gestellt.

### Italien
In Italien fanden die ersten ethnischen Ausstellungen Mitte der 1880er Jahre statt. In Turin wurde auf der Allgemeinen Italienischen Ausstellung 1884 ein Dorf mit sechs Eingeborenen aus der Bucht von Assab, dem ersten kolonialen Besitz des Königreichs Italien, eingerichtet. Bei der Esposizione Nazionale in Palermo 1891/92 wurden Menschen aus der neu gegründeten Kolonie Eritrea in einem „Eingeborenendorf“ zur Schau gestellt. In den Jahren bis 1914 fanden zahlreiche von Impresarios organisierte Schauen statt, die zuvor bereits durch verschiedene andere Länder getourt waren. Daneben gab es weiterhin Kolonialschauen, wie die Weltausstellung in Mailand 1906 oder die Exposizione Internazionale 1911 in Turin, für die sogar zwei separate „Eingeborenendörfer“ der Eritreer und Somali errichtet wurden. Im faschistischen Italien gab es Bestrebungen, die Schauen immer größer anzulegen und damit die Kolonialpolitik und imperialen Ansprüche zu legitimieren, zugleich gab es aber deutlich weniger Schauen als vor dem Ersten Weltkrieg. Die letzte große Kolonialausstellung 1940 in Neapel wurde nur einen Monat nach ihrer Eröffnung wegen der Kriegserklärung Italiens an Frankreich und Großbritannien abgebrochen.

### Spanien
Aus Spanien sind zwischen 1887 und 1927 sechs größere Völkerschauen überliefert. Die erste war die staatlich organisierte Exhibición General de las Islas Filipinas 1897 in Madrid, auf der unter anderem ein „Eingeborenendorf“ der Igorot ausgestellt wurde. Nach Willen der Veranstalter sollten keine „Wilden“ gezeigt, sondern deutlich gemacht werden, „dass manche ‚Eingeborene‘ aufgrund des wohltätigen Einflusses des spanischen Protektorats ‚zivilisiert‘ werden und als Arbeitskräfte […] eingesetzt werden konnten“. Weitere Schauen waren eine Zurschaustellung von Aschanti 1897 in Barcelona, Valencia und Madrid, von Inuit 1900 in Madrid und Barcelona, 1913 und 1925 in Tibidabo sowie 1929 im Rahmen der Exposición Iberoamericana in Sevilla. Obwohl es noch weitere kleinere Schauen gab, waren die Völkerschauen in Spanien nicht so populär wie in anderen europäischen Ländern. Eine besondere Rolle kommt in Spanien der Kirche zu, der eine aktive Rolle als Mitveranstalter der Schauen zukam.

### USA
In den USA fanden größere Zurschaustellungen indigener Menschen zwischen 1876 und 1909 statt. Gezeigt wurden verschiedene „Eingeborenendörfer“ mit Schwarzen, beispielsweise das Dahomey-Dorf in Chicago 1893. Die Menschen wurden als „Wilde“ inszeniert und in einem Führer zur Ausstellung war zu lesen: „Die Gewohnheiten dieser Leute sind abstoßend. Sie fressen wie Tiere und weisen alle Merkmale der niedrigsten Stufe der Menschenfamilie auf.“ Eine ähnliche Ausstellung fand 1901 unter dem Namen Darkest Africa statt. Überliefert ist eine Völkerschau von Inuit, die in Chicago und Buffalo unter problematischen Bedingungen zur Schau gestellt wurden. In den USA wurden ab der Jahrhundertwende einige besonders große Schauen gezeigt. Auf der World’s Columbian Exposition in Chicago 1893 waren 17 „Eingeborenen“-Dörfer zu sehen. Im Jahr 1904 wurden auf der Weltausstellung in St. Louis etwa 1.200 Filipinos in vier separierten Dörfern ausgestellt, die unterschiedliche Entwicklungsstufen ihrer „Zivilisierung“ deutlich machen sollten. Das Igoroten-Dorf, in dem die traditionelle Zubereitung von Hundefleisch demonstriert wurde, war die beim Publikum beliebteste Attraktion der Weltausstellung. Insgesamt wurden etwa 2.000 Personen in St. Louis zur Schau gestellt: eine Völkerschau von größerem Ausmaß ist sonst nicht überliefert. Die Schau sollte die amerikanische Kolonialpolitik legitimieren. Während der sieben Monate dauernden Kolonialausstellung, während der auch die Olympischen Spiele ausgetragen wurden, kamen fast 20 Millionen Besucher.
Ein spezielles Völkerschau-Genre entwickelte William Frederick Cody alias Buffalo Bill aus den USA mit seiner Wild-West-Show mit Cowboys und Indianern, Reitvorführungen und Artillerieübungen unter freiem Himmel. Die Show wurde zuerst in den USA, ab 1887 in London und danach in ganz Europa gezeigt und zog zahlreiche Zuschauer an.

### Japan
In Japan standen Völkerschauen in Zusammenhang zu den großen Industrie- und Weltausstellungen, die hier seit 1877 stattfanden und die Position Japans als Kolonialmacht legitimieren sollten. 1903 fand in Osaka eine große Industrieausstellung statt, auf der in einem „Anthropologischen Pavillon“ und einem „Taiwan-Pavillon“ erstmals Menschen zur Schau gestellt wurden. Im „Anthropologischen Pavillon“ wurden 31 Personen gezeigt: „Sieben Ainu aus Hokkaido, ein ‚roher Barbar‘ und zwei ‚gargekochte Barbaren‘, zwei ‚Eingeborene‘ aus Taiwan, zwei Okinawesen, zwei Koreaner, zwei Malaysier, drei Chinesen, sieben Inder, ein Javanese, ein ottomanischer Türke und ein Bewohner der Insel Sansibar“. Auch im Taiwan-Pavillon wurden „rohe Barbaren“ (gemeint waren taiwanesische Ureinwohner) zur Schau gestellt. Sie mussten „in einem nachgebildeten Urwald stehen und so tun, als hantierten sie bei einem religiösen Ritual mit abgeschlagenen menschlichen Köpfen“. Gegen die Völkerschau wurde scharfe Kritik laut. Nach Protesten von Seiten Chinas, Koreas und Okinawas wurden diese Personen aus dem „Anthropologischen Pavillon“ entfernt. Überhaupt gab es in Teilen der japanischen Bevölkerung eine „deutliche Ablehnung der Schaustellung indigener Bevölkerungsgruppen“. Dennoch wurden in Japan besonders in der Zeit von 1914 bis zum Zweiten Weltkrieg regelmäßig Kolonialschauen mit Zurschaustellungen indigener Menschen veranstaltet.

### Weitere Länder und Städte
Außer in den hier aufgelisteten Ländern fanden Völkerschauen auch noch in Dänemark, Norwegen, Schweden, den Niederlanden, Portugal und in Kanada statt, außerdem in den Städten Prag und Budapest (damals beide zu Österreich-Ungarn).

## Rezeption

### Zeitgenössische Kritik an den Völkerschauen
Nach Anne Dreesbach gab es während der Hochphase der Völkerschauen eine „fast durchweg positive Reaktion“ der Zuschauer: „Einer kleinen Zahl von kritischen, ablehnenden oder auch nur hinterfragenden Stimmen stehen Tausende und Abertausende von begeisterten Zuschauern gegenüber“. Auch Nicolas Bancel, Pascal Blanchard und Sandrine Lemaire stellten in ihrem Artikel von 2000 in der Le Monde diplomatique fest: „Am erstaunlichsten war bei dieser rücksichtslosen Animalisierung gewiss die Reaktion des Publikums. In all den Jahren mit tagtäglichen Ausstellungen empörte sich kaum ein Journalist, Politiker oder Wissenschaftler über die vielfach katastrophalen sanitären Bedingungen, unter denen die ‚Eingeborenen‘ auf engem Raum zusammengepfercht waren.“
Aus der Zeit, in der die Völkerschauen abgehalten wurden, gibt es nur punktuell überlieferte Kritik. Bereits 1872 wurde von der Münchener Polizeidirektion die Ausstellung eines „Indianers“ auf dem Oktoberfest untersagt, weil „derartige Schaustellungen […] der Menschenwürde zuwiderlaufen“. Anlässlich Hagenbecks Völkerschau der Eskimos erschien im Oktober 1880 in der Magdeburger Zeitung eine der wenigen dezidiert kritischen Stellungnahmen gegen die Völkerschauen:

„Man sehe sich doch die Leutchen nur ein wenig genauer, ein wenig mehr im eigentlichen Sinne ‚anthropologisch‘ an, und man wird deß sofort inne werden, daß namentlich auf den Mienen der Eskimo-Frauen ein melancholischer Zug haftet. Sie wissen es ganz gut, daß sie ausgestellt werden, preisgegeben den neugierigen, zudringlichen Blicken von Alt und Jung. […] Für unser Empfinden hat dies Menschenausstellungsgeschäft an sich etwas außerordentlich Abstoßendes. Wir können den Gedanken an den Menschenhandel hierbei nicht los werden. Dem mag nun gewiß nicht so sein. Allein diese Menschenkinder, diese Ebenbilder Gottes, wenn's erlaubt ist zu sagen, so mitten hinein in die zoologischen Gärten als Ausstellungsobjekte zu bringen, das scheint uns der Anthropologie, wie wir uns den Begriff auszugestalten erlauben, daß scheint uns der Wissenschaft und der Lehre vom Menschen und seinem eigentlichen Wesen ganz und gar nicht zu entsprechen.“

Als 1892 eine Darstellerin der Varieté-Schau „Amazonen aus Dahomey“ starb, wurde ihr Tod in einer Zeitung Münchener Post als Folge von „Geldmacherei“ in Völkerschauen kritisiert. Anlässlich ihrer Beisetzung kam es zu Tumulten. Bei der Weltausstellung 1897 in der Nähe von Brüssel starben 70 der Kongolesen an Lungenentzündung. Als sich die Bevölkerung eines nahegelegenen Dorfes weigerte, sie auf dem dortigen Friedhof beerdigen zu lassen, kam es zum Skandal und es fanden für mehrere Jahre keine Völkerschauen mehr in Belgien statt. Im selben Jahr übte der österreichische Schriftsteller Peter Altenberg in seiner Prosaskizze Ashantee Kritik an deren Völkerschau im Wiener „Tiergarten am Schüttel“, wobei er das Verhalten des Publikums bloßzustellen versuchte. Er kritisierte außerdem „die kommerzielle Vermarktung, die moralische Zulässigkeit der Schaustellungen, hinterfragte die Brauchtumsvorführungen, erkannte in den Tanzszenen einstudierte Nummern, und brandmarkte das Dorf als Herabwürdigung einer fremden Kultur.“ In Japan löste die erste Zurschaustellung von Menschen aus den japanischen Kolonien 1903 in Osaka große Proteste aus. Und anlässlich einer großen Indienschau 1926 im Berliner Zoo protestierte der „Verein der Inder in Zentral-Europa“ in einem Brief an die Reichskanzlei, auf der Ausstellung werde der Anschein erweckt, „das ganze indische Volk befinde sich auf dem Niveau von Tieren“.

### Debatten zu den Völkerschauen und dasKoloniale Erbe

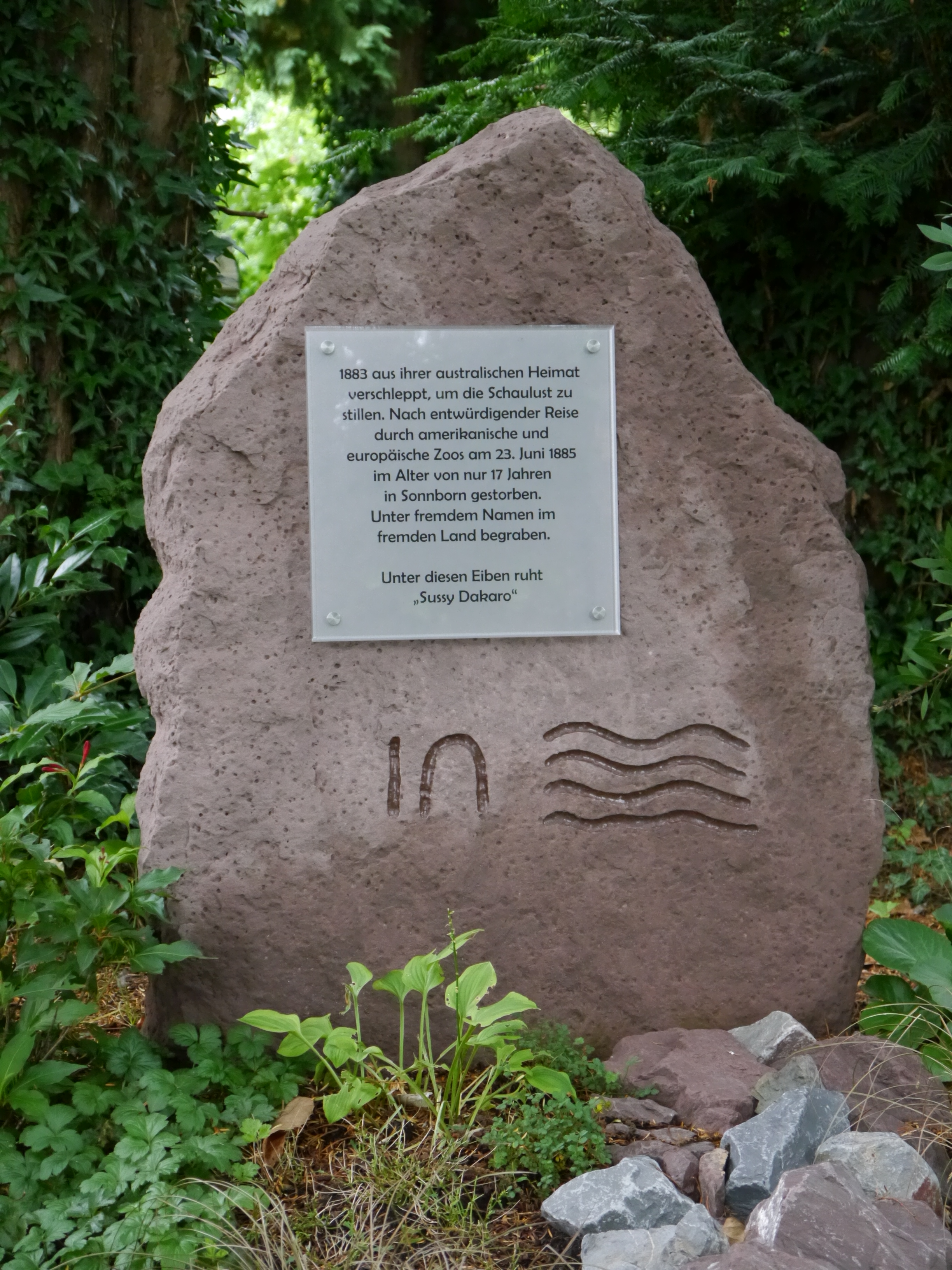
2017 eingeweihter Gedenkstein für die 1885 in Elberfeld (heute Wuppertal) verstorbene Tagarah („Sussy Dakaro“), Friedhof Sonnborn (Foto von 2022)

Obwohl die Völkerschauen ein Massenphänomen waren, haben sie nur wenige materielle Überlieferungen hinterlassen, wie beispielsweise das Eingangstor im Tierpark Hagenbeck, auf dem zwei kriegerisch inszenierte Menschenfiguren Bezug auf die Völkerschauen nehmen. Im Zuge der Debatten um das koloniale Erbe und den Postkolonialismus wurde seit den 2010er Jahren in Deutschland in verschiedenen lokalen Kontexten über die Völkerschauen debattiert.
So geriet zum Beispiel der Augsburger Zoo im Juni 2005 in die öffentliche Diskussion, nachdem er eine viertägige Veranstaltung mit dem Titel „African Village“ angekündigt hatte. Der Berliner Zoo setzt sich in einer kleinen Dauerausstellung im Antilopenhaus kritisch mit den Völkerschauen und der Rolle Ludwig Hecks, der von 1932 bis 1945 Berliner Zoodirektor war, auseinander. Andernorts wurde die Entfernung von Denkmälern und Statuen, die Streichung von Straßen- und Schulnamen namensgebender Personen diskutiert. In Hamburg beispielsweise wurde 2020 eine Petition zur Entfernung der Carl-Hagenbeck-Statue und der Umbenennung der Hagenbeckstraße gestartet. Außerdem gab es Initiativen, der zur Schau gestellten Menschen zu erinnern. Beispielsweise veranlasste die Universität Zürich 2010 die Überführung von fünf Skeletten der 1882 verstorbenen „Feuerländer“, die im dortigen Anthropologischen Institut lagerten. 2017 wurde für Tagarah ein Gedenkstein auf dem Friedhof in Wuppertal-Sonnborn eingeweiht, die dort am 23. Juni 1885 während Cunninghams Völkerschau der Aborigines 1883–1888 verstarb.

### Museen und Ausstellungen
Die Ausstellung „zurückGESCHAUT“ über die Kolonialausstellung 1896 wurde 2017 im Museum Treptow in Berlin eröffnet und ist „eine der ersten Dauerausstellungen zur deutschen Geschichte von Kolonialismus, Rassismus und Widerstand“. Im Jahr 2021 zeigte das Königliche Museum für Zentral-Afrika in Tervuren bei Brüssel die Sonderausstellung „Zoo Humain“. Im November 2023 wurde im Stadtmuseum Dresden die Ausstellung „Menschen(an)Schauen“ eröffnet.

### Dokumentarfilm und Podcast
Dokumentarfilm
- „Die Wilden“ in den Menschenzoos. 92 Minuten. Regie: Bruno Victor-Pujebet, Pascal Blanchard. Produktion: Arte. Frankreich 2017.[163]
- Menschen ausgestellt im Zoo – Das dunkle Kapitel Völkerschauen. Produktion: NDR. Deutschland 2021.[164]

Podcast
- Als in Europa Menschen ausgestellt wurden. Eine Geschichte über Nayo Bruce und „Völkerschauen“. Online unter: Geschichten aus der Geschichte: Folge 293 vom 5. Mai 2021, abgerufen am 28. Februar 2024.

## Vertiefende Artikel: einzelne Völkerschauen (Auswahl) und Akteure
| Hagenbecks Völkerschau der „Lappländer“ | 12. September bis 21. November 1875 |
| - Erste Völkerschau Hagenbecks ⋅ wurde später (obwohl andernorts bereits zuvor häufig Menschen zur Schau gestellt wurden) oft als „erste Völkerschau“ rezipiert - Hamburg (Tierpark Hagenbeck) ⋅ Berlin (Hasenheide) ⋅ Leipzig (Pfaffendorfer Hof) - Veranstalter: Carl Hagenbeck (1844–1913) ⋅ Heinrich Leutemann (1824–1905) ⋅ Wissenschaftler: Rudolf Virchow (1821–1902) |                                     |
| Hagenbecks Völkerschau der Nubier | Juli 1876 bis 1880                  |
| - Die sich ab 1876 jährlich wiederholenden fünf Nubier-Völkerschauen standen in Zusammenhang mit der Lieferung afrikanischer Tiere an Hagenbeck - Hamburg (Tierpark Hagenbeck) ⋅ Düsseldorf ⋅ Leipzig (Pfaffendorfer Hof) ⋅ Paris ⋅ London ⋅ Berlin (Zoologischer Garten) ⋅ Prag ⋅ Frankfurt/M. ⋅ Dresden ⋅ Hannover ⋅ Köln ⋅ Basel u. a. - Veranstalter: Carl Hagenbeck (1844–1913) ⋅ Bernhard Kohn (1829–1898) ⋅ Wissenschaftler: Rudolf Virchow (1821–1902)                                                                    |                                     |
| Hagenbecks Völkerschau der „Eskimos“ | 2. Oktober 1880 bis Januar 1881     |
| - Die gesamte Gruppe von acht Personen verstarb an Pocken - Hamburg (Tierpark Hagenbeck) ⋅ Berlin (Zoologischer Garten) ⋅ Prag ⋅ Frankfurt/M. ⋅ Darmstadt ⋅ Krefeld ⋅ Paris - Veranstalter: Carl Hagenbeck (1844–1913) ⋅ Johan Adrian Jacobsen (1853–1947) ⋅ Zur Schau gestellt u. a.: Abraham Ulrikab (1845–1881) ⋅ Wissenschaftler: Rudolf Virchow (1821–1902) |                                     |
| Hagenbecks Völkerschau der „Feuerländer“ | August 1881 bis März 1882           |
| - Die Gruppe von elf Kawesqar wurde aus Chile verschleppt ⋅ Sieben Personen starben an Infektionskrankheiten - Paris ⋅ Berlin (Zoologischer Garten) ⋅ Stuttgart ⋅ München ⋅ Nürnberg ⋅ Zürich - Veranstalter: Carl Hagenbeck (1844–1913) ⋅ Johan Adrian Jacobsen (1853–1947) ⋅ Wissenschaftler: Rudolf Virchow (1821–1902) ⋅ Theodor von Bischoff (1807–1882) |                                     |
| Hagenbecks Kamerun-Völkerschau | Juli 1881 bis September 1886        |
| - Zur Gruppe der acht Kameruner gehörte Prinz Samson Dido aus Didotown - Hamburg ⋅ Berlin ⋅ Leipzig ⋅ Dresden - Veranstalter: Carl Hagenbeck (1844–1913) ⋅ John Hagenbeck (1866–1940) |                                     |
| Cunninghams erste Völkerschau der „Aborigines“ | Mai 1883 bis April 1888             |
| - Die Gruppe von neun indigenen Australiern wurde aus North Queensland verschleppt ⋅ Sechs Personen starben an Infektionskrankheiten - Zahlreiche Städte in Nordamerika und Europa - Veranstalter: Robert A. Cunningham (1837–1907) ⋅ P. T. Barnum (1810–1891) ⋅ Zur Schau gestellt u. a.: Tagarah (Sussy) (um 1868–1885) ⋅ Wissenschaftler: Rudolf Virchow (1821–1902) ⋅ Paul Topinard (1830–1911) |                                     |
| Cunninghams Samoa-Völkerschau | Juni 1889 bis 1891                  |
| - Gruppe von neun Samoanern und einer Samonerin ⋅ Fünf Personen starben an Infektionskrankheiten - Zahlreiche Städte in Nordamerika und Europa - Veranstalter: Robert A. Cunningham (1837–1907) ⋅ Wissenschaftler: Rudolf Virchow (1821–1902) |                                     |
| Cunninghams zweite Völkerschau der „Aborigines“ | September 1892 bis 1898             |
| - Gruppe von neun indigenen Australiern aus North Queensland ⋅ Fünf Personen starben an Infektionskrankheiten - Zahlreiche Städte in Nordamerika und Europa - Veranstalter: Robert A. Cunningham (1837–1907) ⋅ Wissenschaftler: Rudolf Virchow (1821–1902) |                                     |
| Marquardts Samoa-Völkerschau | 1895–97, 1900/01 und 1910/11        |
| - Drei Völkerschauen mit jeweils etwa 30 Samoanerinnen und Samoanern - Zahlreiche Städte in Europa, vorrangig im Deutschen Reich - Veranstalter: Carl Marquardt (1860–1916) ⋅ Fritz Marquardt (1862–nach 1912) |                                     |
| Berliner Kolonialausstellung | 1. Mai bis 15. Oktober 1896         |
| - Einzige großangelegte staatliche Kolonialausstellung in Deutschland ⋅ Fünf afrikanische Dörfer mit insgesamt 106 zur Schau gestellten Personen - Im Rahmen der Berliner Gewerbeausstellung 1896; die afrikanischen Dörfer befanden sich rund um den Karpfenteich im Treptower Park - Veranstalter des „Togo-Dorfs“: John Calvert Nayo Bruce (1859–1919) ⋅ Zur Schau gestellt u. a.: Kwassi Bruce (1893–1964) ⋅ Martin Dibobe (1876–nach 1922) ⋅ Frederick Maharero (1875–1952) ⋅ Wissenschaftler: Felix von Luschan (1854–1924) |                                     |
| Louisiana Purchase Exposition | 30. April bis 1. Dezember 1904      |
| - Größte Völkerschau (im Rahmen der Weltausstellung und der Olympischen Spiele) mit etwa 2.000 zur Schau gestellten Personen - Zur Schau gestellt u. a.: Ota Benga (um 1884–1916) |                                     |
| Siebolds Sara-Kaba-Völkerschau | Juni 1930 bis Oktober 1932          |
| - Gruppe von etwa 12 Sara-Kaba ⋅ Frauen mit Lippentellern - Veranstalter: Willy Siebold (1880–1944) |                                     |
| Deutsche Afrika-Schau | Februar 1936 bis 21. Juni 1940      |
| - Wanderschau von etwa 40 Personen im Nationalsozialismus ⋅ 1940 verboten - Mitveranstalter und Darsteller: Kwassi Bruce (1893–1964) ⋅ Bayume Mohamed Husen (1904–1944) |                                     |
| Weitere Artikel |                                     |
| - Zur Schau gestellte Personen: Sarah Baartman (um 1789–1815) ⋅ Krao Farini (1876–1926) ⋅ Amanua Kpapo (1875–1952) ⋅ Theodor Wonja Michael (1925–2019) ⋅ Minik Wallace (um 1890–1918) - Veranstalter, Impresarios: P. T. Barnum (1810–1891) ⋅ Buffalo Bill (1846–1917) ⋅ John Hagenbeck (1866–1940) ⋅ Imre Kiralfy (1845–1919) ⋅ Circus Knie ⋅ Ernst Pinkert (1844–1909) ⋅ Heinrich Umlauff (1868–1925) - Orte: Hamburg (Tierpark Hagenbeck) ⋅ München (Oktoberfest) ⋅ Berlin (Zoologischer Garten)                               |                                     |

### Überblicksdarstellungen
- Eric Ames: Carl Hagenbeck's Empire of Entertainments. University of Washington Press, Seattle 2009, ISBN 978-0-295-98833-7.
- Utz Anhalt: Tiere und Menschen als Exoten – Exotisierende Sichtweise auf das „Andere“ in der Gründungs- und Entwicklungsphase der Zoos. Dissertation, Hannover 2007.
- Pascal Blanchard u. a. (Hrsg.): MenschenZoos. Schaufenster der Unmenschlichkeit. Les éditions du Crieur Public, Hamburg 2012, ISBN 978-3-9815062-0-4.
- Rea Brändle: „Wilde, die sich hier sehen lassen“. Jahrmarkt, frühe Völkerschauen und Schaustellerei. Verlag Chronos, Zürich 2023, ISBN 978-3-0340-1707-7.
- Anne Dreesbach: Gezähmte Wilde. Die Zurschaustellung „exotischer“ Menschen in Deutschland 1870–1940. Campus-Verlag, Frankfurt am Main 2005, ISBN 978-3-593-37732-2.
- Gabi Eissenberger: Entführt, verspottet und gestorben – Lateinamerikanische Völkerschauen in deutschen Zoos. Verlag für Interkulturelle Kommunikation, Frankfurt am Main 1996, ISBN 3-88939-185-0.
- Nigel Rothfels: Savages and Beasts. The Birth of modern Zoo. Johns Hopkins University Press, Baltimore 2025 (Revised Edition), ISBN 978-1-4214-5088-9.
- Hilke Thode-Arora: Für fünfzig Pfennig um die Welt. Die Hagenbeckschen Völkerschauen. Campus-Verlag, Frankfurt am Main 1989, ISBN 3-593-34071-2.
- Hilke Thode-Arora: Herbeigeholte Ferne: Völkerschauen in Deutschland – eine Einführung. In: Lars Frühsorge, Sonja Riehn, Michael Schütte (Hrsg.): Völkerschau-Objekte. Lübeck 2021, S. 3–20, ISBN 978-3-942310-34-5.
- Vanessa Toulmin: Abnormitäten und Exotik. Ein Überblick über die Präsenz von Völkerschauen im Europa und Amerika des 19. Jahrhunderts. In: Frank Kessler, Sabine Lenk, Martin Loiperdinger (Hrsg.): Grüße aus Viktoria. Film-Ansichten aus der Ferne (=Kintop Schriften 7). Stroemfeld/Roter Stern, Frankfurt am Main 2002, ISBN 3-87877-876-7, S. 34–59.
- Stefanie Wolter: Die Vermarktung des Fremden. Exotismus und die Anfängen des Massenkonsums. Campus-Verlag, Frankfurt am Main 2005, ISBN 978-3-593-37850-3.

### Fallstudien
- Manuel Armbruster: „Völkerschauen“ um 1900 in Freiburg i. Br. – Kolonialer Exotismus im historischen Kontext. Online unter: Freiburg-postkolonial.de, 5. August 2011, abgerufen am 3. Februar 2024.
- Marianne Bechhaus-Gerst: Inszenierte Exotik – Völkerschauen in Köln, in: dies., Anne Kathrin Horstmann (Hrsg.): Köln und der deutsche Kolonialismus. Böhlau, Köln, Weimar, Wien 2013, ISBN 978-3-412-21017-5, S. 149–155.
- Rea Brändle: Wildfremd, hautnah. Völkerschauen und ihre Schauplätze in Zürich 1880–1960. Rotpunktverlag, Zürich 2013 (erweiterte Neuauflage), ISBN 978-3-85869-561-1.
- Rea Brändle: Nayo Bruce. Geschichte einer afrikanischen Familie in Europa. Chronos, Zürich 2007, ISBN 978-3-0340-0868-6.
- Anne Dreesbach: „Neu! Grösste Sehenswürdigkeit! Neu! Zum ersten Mal in München!“ Exotisches auf dem Münchner Oktoberfest zwischen 1890 und 1911.In: dies., Helmut Zedelmaier (Hrsg.): „Gleich hinterm Hofbrauhaus waschechte Amazonen“. Exotik in München um 1900. Döiing und Galitz Verlag, München, Hamburg 2003, S. 9–34, ISBN 3-935549-77-6.
- Christin Fleige: Die Völkerschauen im Westfälischen Zoologischen Garten Münster. Zur Inszenierung und Rezeption des „Fremden“ (1879–1928). Aschendorff Verlag Münster, 2023, ISBN 978-3-402-13123-7.
- Christin Fleige: "Eine Sehenswürdigkeit ersten Ranges." Völkerschauen und die Schaulust am Fremden in Westfalen-Lippe. In: Paderborner Historische Mitteilungen, Bd. 37 (2024), S. 4–16.
- Viktor Fröhlicher: Senegal im Rosengarten. Eine senegalesische Völkertruppe in Solothurn. In: Jahrbuch für Solothurnische Geschichte, Bd. 95 (2022), S. 173–220.
- Ursula Klös: Völkerschauen im Zoo Berlin zwischen 1878 und 1952. In: Bongo 30/2000, S. 33–82.
- Susann Lewerenz: Die Deutsche Afrika-Schau (1935–1940). Rassismus, Kolonialrevisionismus und postkoloniale Auseinandersetzungen im nationalsozialistischen Deutschland. Frankfurt/New York 2005, ISBN 3-593-37732-2.
- Christina Ludwig, Andrea Rudolph, Thomas Steller, Völker Strähle (Hrsg.): Menschen anschauen. Selbst- und Fremdinszenierungen in Dresdner Menschenausstellungen. Sandstein Verlag, Dresden 2023, ISBN 978-3-95498-741-2.
- Clemens Maier-Wolthausen, Franziska Jahn: Die Zurschaustellung von Menschen im Zoo Hannover 1878–1932. Ein Forschungsbericht im Spiegel zeitgenössischer Quellen. Broschüre des Zoo Hannover, Hannover 2024.
- Roslyn Poignant: Professional Savages. Captive Lives and Western Spectacle. Yale University Press, New Haven, London 2004, ISBN 978-0-300-20847-4.
- Werner Michael Schwarz: Anthropologische Spektakel. Zur Schaustellung „exotischer“ Menschen, Wien 1870–1910. Turia und Kant, Wien 2001, ISBN 3-85132-285-1.
- Balthasar Staehelin: Völkerschauen im Zoologischen Garten Basel 1879–1935. Basler Afrika Bibliographien, Basel 1993, ISBN 3-905141-57-4.
- Hilke Thode-Arora: (Hrsg.): From Samoa. With Love? Samoa Völkerschauen im Deutschen Kaiserreich. Eine Spurensuche. Hirmer-Verlag, München 2014, ISBN 978-3-7774-2237-4, S. 47–57.
- Lino Weist: „Ei guckemol, die Kerl sein jo angestriche“. Völkerschauen im Frankfurter Zoologischen Garten 1878–1931. Frankfurt Academic Press, Frankfurt am Main 2022, ISBN 978-3-86638-393-7.

### Liste von Völkerschauen
- Clemens Radauer: Germany (Liste von Völkerschauen im Deutschen Reich, zahlreiche unkommentierte Fotografien). Online unter: Humanzoos.net, ohne Datum, abgerufen am 3. Februar 2024.

### Online-Beiträge
- Nicolas Bancel, Pascal Blanchard, Sandrine Lemaire: Menschenzoos als Instrument der Kolonialpropaganda. Ein sozialdarwinistisches Disneyland. Online unter: Le Monde diplomatique, 11. August 2000, S. 16f., abgerufen am 3. Februar 2024.
- Michael Bienert: Blinder Fleck der Erinnerungskultur: So wird die Geschichte kolonialer Völkerschauen aufgearbeitet In: Tagesspiegel, 10. August 2020, abgerufen am 3. Februar 2024.
- Michael Bienert: Schwarzer Stolz im Treptower Park. Online unter: Text der Stadt.de, ohne Datum, abgerufen am 31. Januar 2024.
- Anne Dreesbach: Kolonialausstellungen, Völkerschauen und die Zurschaustellung des „Fremden“. Online unter: Europäische Geschichte Online, 17. Februar 2017, abgerufen am 31. Januar 2024.
- Colin Goldner: Menschenzoos. Online unter: Humanistischer Pressedienst, 28. Juli 2020, abgerufen am 22. Februar 2024.
- Christa Hager: Nackt müsst ihr sein natürlich. Online unter: Wiener Zeitung, ohne Datum, abgerufen am 31. Januar 2024.
- Joachim Heinz: Der Tod im Museumsdorf. Online unter: Domradio, 4. Januar 2022, abgerufen am 4. Februar 2024.
- Andrea Nowotny: Vermessen und begafft – Rassismus auf dem Jahrmarkt. Online unter: raus-ins-museum.de, 3. April 2023, abgerufen am 8. Januar 2025.
- Sabine Scholl: Vorgeführt und ausgestellt im Menschenzoo. Online unter: Der Standard, 3. Januar 2020, abgerufen am 31. Januar 2024.
- Sven Töniges: Völkerschauen: Rassismus als Spektakel. Online unter: Deutsche Welle, 8. August 2017, abgerufen am 3. Februar 2024.hambu
- Marc Tribelhorn: Menschenzoos. Online unter: NZZ, 23. Dezember 2013, abgerufen am 3. Februar 2024.
- Ursula Trüper: Afrika in Berlin – Die Deutsche Colonial-Ausstellung 1896 im Treptower Park. Online unter: DHM, ohne Datum, abgerufen am 25. Januar 2024.
- Annika Zeitler: Völkerschauen: Menschen zur Schau gestellt wie im Zoo. Online unter: Deutsche Welle, 10. März 2017, abgerufen am 3. Februar 2024.